# Moguer
Moguer es un municipio español de la provincia de Huelva, comunidad autónoma de Andalucía, y una ciudad, capital de dicho municipio. Cuenta con una población de 23 551 habitantes (INE 2024) y una densidad de población de 112,81 hab/km². Su extensión es de 203,5 km² (20 350 ha), y la ciudad se sitúa a una altitud de 49 m sobre el nivel del mar.
Varios fueron los asentamientos humanos que desde la Edad Antigua se extendieron por el término municipal de Moguer. Los hispanorromanos fundaron la villa Urium en torno a la torre de defensa construida en el casco urbano actual. Con la llegada de los musulmanes la villa pasó a ser la alquería de Mogauar o Mogur. Sin embargo la donación de la villa, como Señorío de Moguer, en el año 1333, fue el punto de partida de la actual delimitación del municipio, construyéndose, en el núcleo urbano, el Monasterio de Santa Clara, y los conventos del Corpus Christi y de San Francisco. Desde ese momento aumentó notablemente la población, convirtiéndose en una importante villa con una fuerte economía basada en la agricultura, la actividad pesquera y el tráfico de mercancías a través de su destacado puerto fluvial.
Es, en ese momento, cuando Moguer participó activamente en los preparativos del Descubrimiento de América. Entre sus gentes encontró Cristóbal Colón el apoyo de la abadesa del Monasterio de Santa Clara, Inés Enríquez; el clérigo Martín Sánchez y el hacendado Juan Rodríguez Cabezudo, y sobre todo, de los Hermanos Niño que tuvieron una participación fundamental en el viaje descubridor, aportando su carabela La Niña, y enrolando un número importante de moguereños en la tripulación descubridora. A la vuelta del viaje se realizó el voto colombino en la iglesia del Monasterio de Santa Clara.
Posteriormente, Moguer mantuvo la actividad marinera y comercial a través de su puerto, exportando los vinos producidos en su término, y otras mercancías, hasta América y países europeos. La actividad vitivinícola fue el motor de su economía hasta principios del siglo XX, momento en el que el polo industrial químico de Huelva, y el desarrollo del cultivo del fresón, a finales de siglo, propiciaron un nuevo desarrollo económico, demográfico y social. Al inicio del siglo XXI la producción agrícola se ha diversificado con el desarrollo del cultivo de otras berries, lo que ha convertido al municipio en el mayor productor de fresas y berries de España y Europa.
Moguer es Bien de Interés Cultural de los Lugares Colombinos, al haber tenido especial relevancia en la preparación y la realización del primer viaje de Cristóbal Colón, que dio como resultado el descubrimiento de América; y B.I.C. de los Lugares Juanramonianos, al ser cuna del poeta Juan Ramón Jiménez, Premio Nobel de Literatura en 1956 por el conjunto de su obra, designándose como trabajo destacado de la misma a Platero y yo. Además 3590 hectáreas de su término municipal forman parte del parque nacional y natural de Doñana, declarado Patrimonio de la Humanidad. También ha sido declarado como Municipio Turístico de Andalucía.

## Geografía

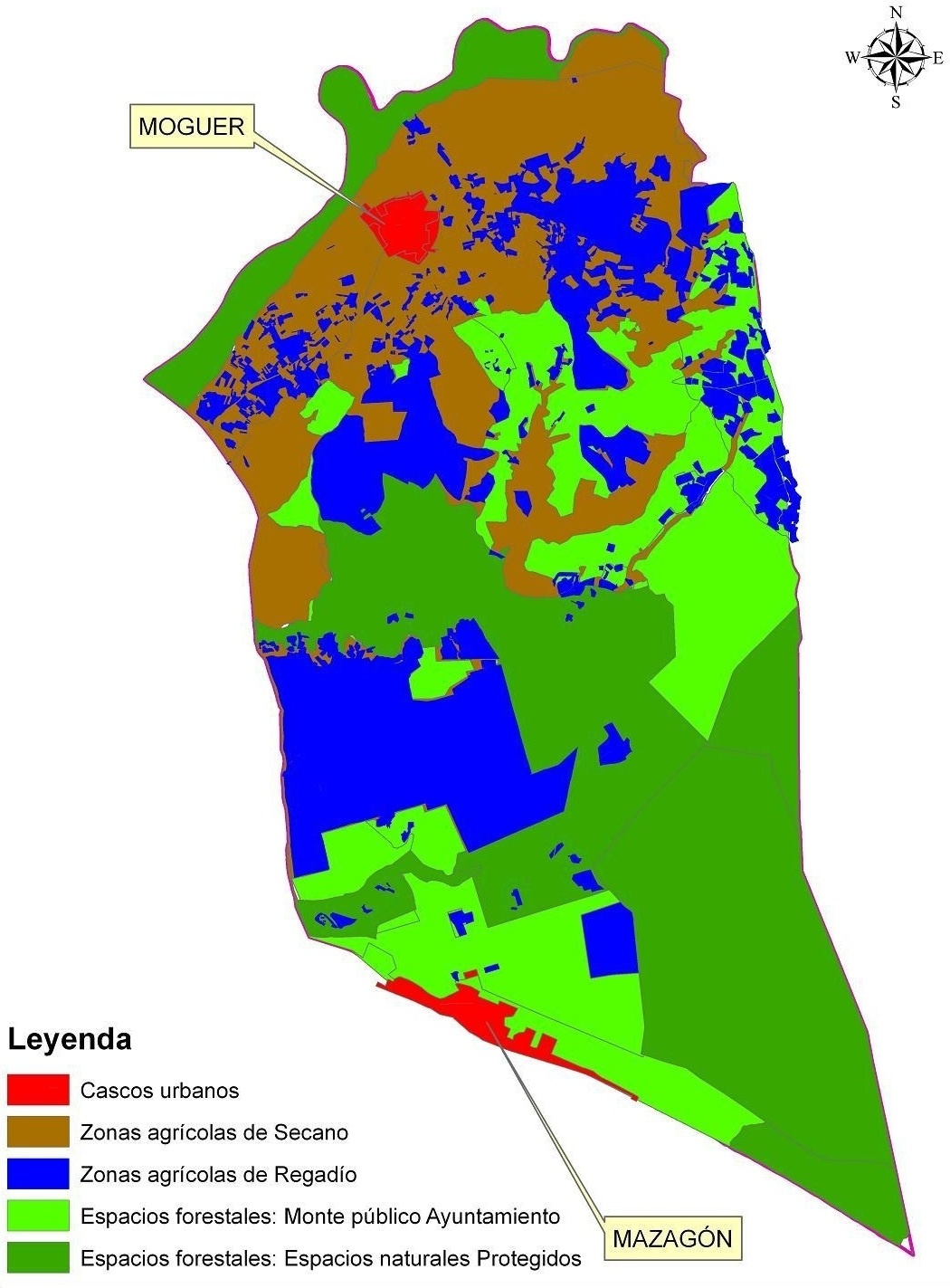
Distribución del término municipal

El término municipal de Moguer está compuesto por los cascos urbanos de Moguer y Mazagón, y los pequeños núcleos urbanos de Las madres y el Poblado Forestal; las zonas agrícolas con cultivos de secano y regadío; y los espacios forestales integrados por el monte público del ayuntamiento y los espacios naturales protegidos (parque nacional y natural de Doñana entre otros).
Las coordenadas geográficas del casco urbano de Moguer son 37°16′29″N 6°50′19″O / 37.27472, -6.83861. Este se encuentra situado a una altitud de 51 m y a 20 kilómetros de la capital de provincia, Huelva, y a 88 km de la ciudad de Sevilla. Está a 7 kilómetros de Palos de la Frontera, y a 20 kilómetros de las playas de Mazagón, perteneciente a ambos municipios y administrada por la mancomunidad Moguer-Palos de la Frontera. La extensión superficial del municipio es de 204 km².
Moguer está ubicado al sudoeste de la península ibérica, en la denominada Tierra Llana de la provincia de Huelva. Al norte es colindante con el río Tinto, los municipios de Huelva, Niebla y de San Juan del Puerto, al sur con Palos de la Frontera, al oeste el Río Tinto y Palos de la Frontera, y al este con Lucena del Puerto. Pertenece a la Comarca Metropolitana de Huelva.

### Accesos viarios
El acceso principal al municipio se produce, por el norte, a través de la autovía A-49 mediante la autonómica A-494. Pero también existen accesos a través la nacional N-422 y la provincial H-624 por Palos de la Frontera, de la autonómica A-494 por el municipio de Almonte y de la autonómica A-486 por Lucena del Puerto.
Al casco urbano de Moguer se accede a través de la A-494 por las avenidas de los Hermanos Niño, del Quinto Centenario, calle Venida de la Virgen y avenida de América; y desde la carretera de la Marisma por la calle de la Ribera. Al casco urbano de Mazagón se accede desde la A-494 por la avenida de los Conquistadores (oeste), calle El Dorado, avenida del Arroyo de la Miel y avenida de los Conquistadores (este).

### Relieve

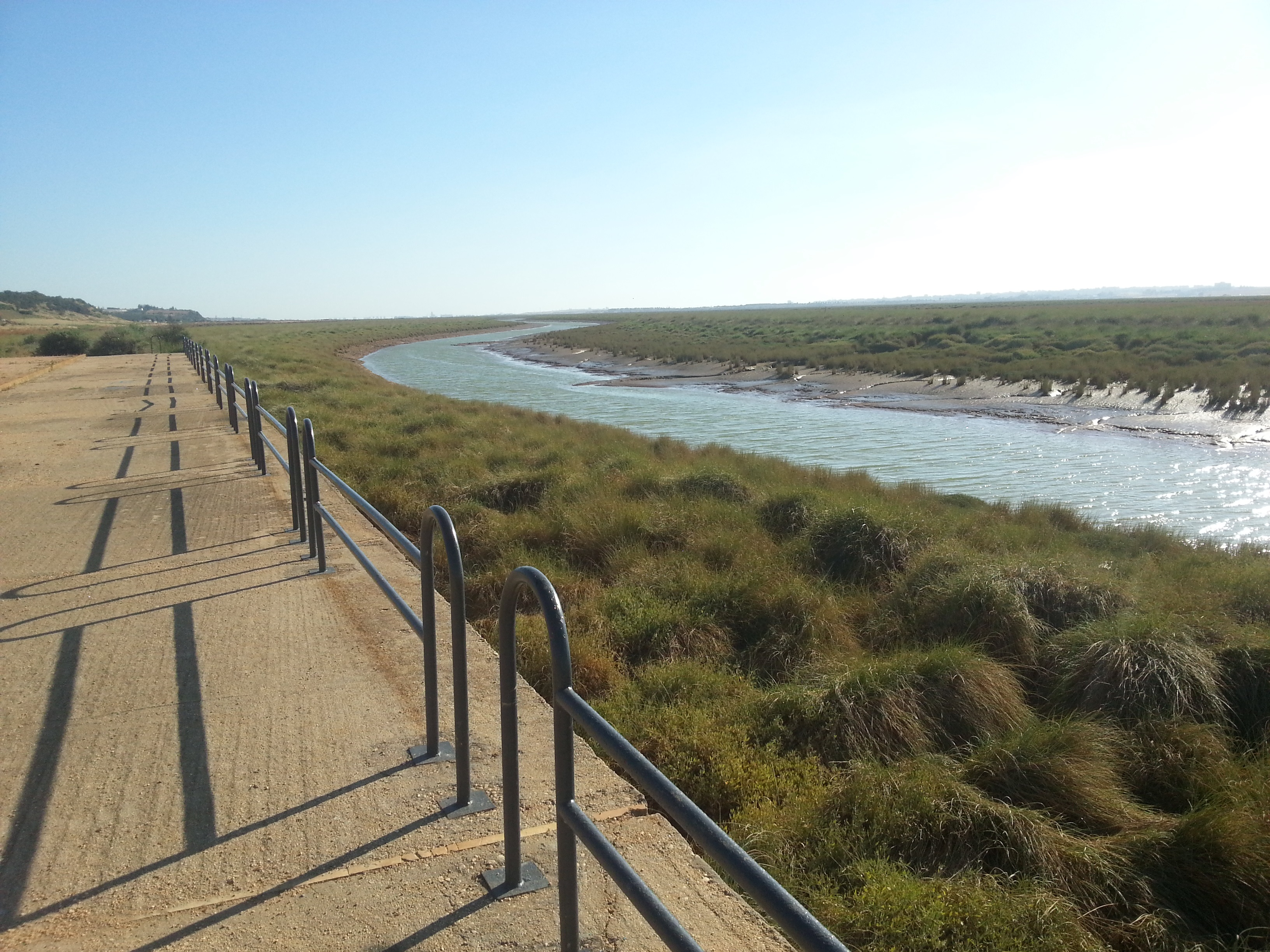
Río Tinto desde el Puerto de Moguer

El terreno donde se asienta el término municipal se remonta al Plioceno-Cuaternario, y está formado por materiales plásticos arcillo-arenosos.
Tres unidades constituyen su paisaje: la marisma, la fachada hacia la costa y la campiña. El río Tinto y su marisma ocupan el paisaje predominante al norte del término municipal. Al sur colinda con las playas vírgenes de Mazagón, coronadas por barrancos arenosos. El resto del territorio lo constituye la campiña, surcada por los arroyos Galarín y Montemayor que mueren en el Río Tinto; Arroyo de Angorrilla, de la Monjas, Cañada del Peral y Grulla en el estero de Domingo Rubio, y el de las Madres, en la laguna de las Madres.
En la campiña, cortando las capas superiores y en los interfluvios aparecen formas onduladas o cabezos, formados por arenisca calcárea sobre margas. Hay suelos arenosos, arcillosos y calizos. Los manchones calizos-margosos y arcillosos constituyen los terrenos llamados albarizos y bujeos, que han originado cierta cantidad de cuevas o grietas, que dieron nombre a Moguer en el periodo árabe (mugar). Esta zona constituye la zona fértil, en la que se cultiva la tierra y se desarrollan las especies forestales.
La marisma, situada a orillas del Río Tinto, está ocupada por suelos de arcillas salobres y limos, en los que se desarrollan una vegetación halófila, y que se inundan con la pleamar, formando una red de canales y caños o esteros. La llanura aluvial ocupa el sur y sureste, y esta rota por colinas llamadas lomas o cabezos, con suelos de arenas finas y sueltas con alguna arcilla.
Su término municipal es colindante con la costa atlántica, que se sitúa en el límite meridional, con barrancos de arenisca aluvial, y alturas entre 10 y 30 m. En ellos se forman dunas. La vegetación predominante es el barrón, las camarinas, la retama blanca, el jaguarzo.

### Clima
Al estar situado en la franja costera onubense, el clima de Moguer es de tipo mediterráneo (de transición entre el subtropical y el templado) con influencia atlántica. Su régimen de temperaturas es de tipo marítimo, con una media anual de 19,2 °C lo que hace de esta ciudad una de las más cálidas de Europa, recibiendo 2984 horas de sol anuales.
El mes más caluroso es julio, todos los años se superan los 40 °C en varias ocasiones y mínimas en torno a 20 °C.
El mes más frío es enero, las mínimas rondan los 7 °C y las máximas los 17 °C.
|                         | ene | feb  | mar  | abr | may  | jun  | jul  | ago  | sep  | oct  | nov  | dic  | MEDIA | Total   |
| ----------------------- | --- | ---- | ---- | --- | ---- | ---- | ---- | ---- | ---- | ---- | ---- | ---- | ----- | ------- |
| Temp. máxima media (°C) | 17  | 17,9 | 20,9 | 22  | 26,2 | 30,0 | 34   | 33   | 29,5 | 25   | 20,9 | 18   | 24,3  | -       |
| Temp. mínima media (°C) | 6,9 | 7,9  | 8,5  | 11  | 15,2 | 17,9 | 20,5 | 22,2 | 20   | 15,9 | 13,8 | 10,2 | 14,1  | -       |
| Precipitaciones (mm)    | 62  | 63   | 49   | 40  | 28   | 8    | 2    | 4    | 20   | 52   | 62   | 63   | 38    | 400-600 |

### Espacios naturales

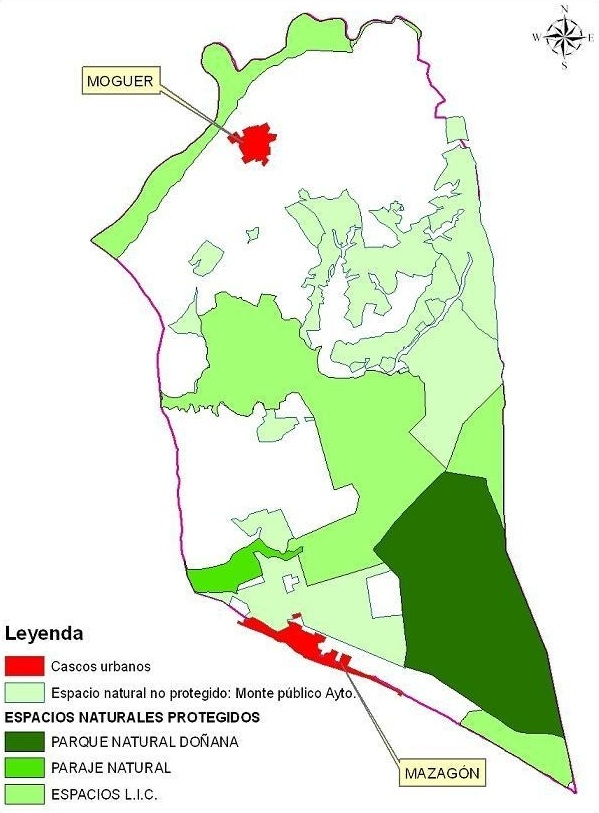
Distribución de espacios naturales

Los espacios naturales del término municipal de Moguer suponen más del 61 % del territorio, la inmensa mayoría protegidos bajo diferentes figuras jurídicas. De las 12 462,2 hectáreas de los montes públicos del término municipal de Moguer: 3590,3 hectáreas están incluidas dentro del parque nacional de Doñana, y las 8871,81 hectáreas restantes constituyen el monte público de titularidad municipal, gran parte de ellas con figura de protección L.I.C.(Lugares de Importancia Comunitaria).
Los espacios con figuras de protección incluidas en la Red de Espacios Naturales Protegidos de Andalucía son:
Parque nacional y natural de Doñana
Presenta diferentes ecosistemas litorales: dunas, masas forestales, lagunas y zonas de marisma. En ellos se pueden observar más de 300 especies diferentes de aves, al ser lugar de paso, cría e invernada para miles de ellas (acuáticas y terrestres) europeas y africana. Son 3590,3 ha. del término municipal de Moguer las que pertenecen a este espacio natural. Se considera la mayor reserva ecológica de Europa. Fue declarado Patrimonio de la Humanidad por la Unesco en 1994. En el año 2015 el parque recibió 330 000 visitas.
Paraje natural de las Lagunas de Palos y Las Madres

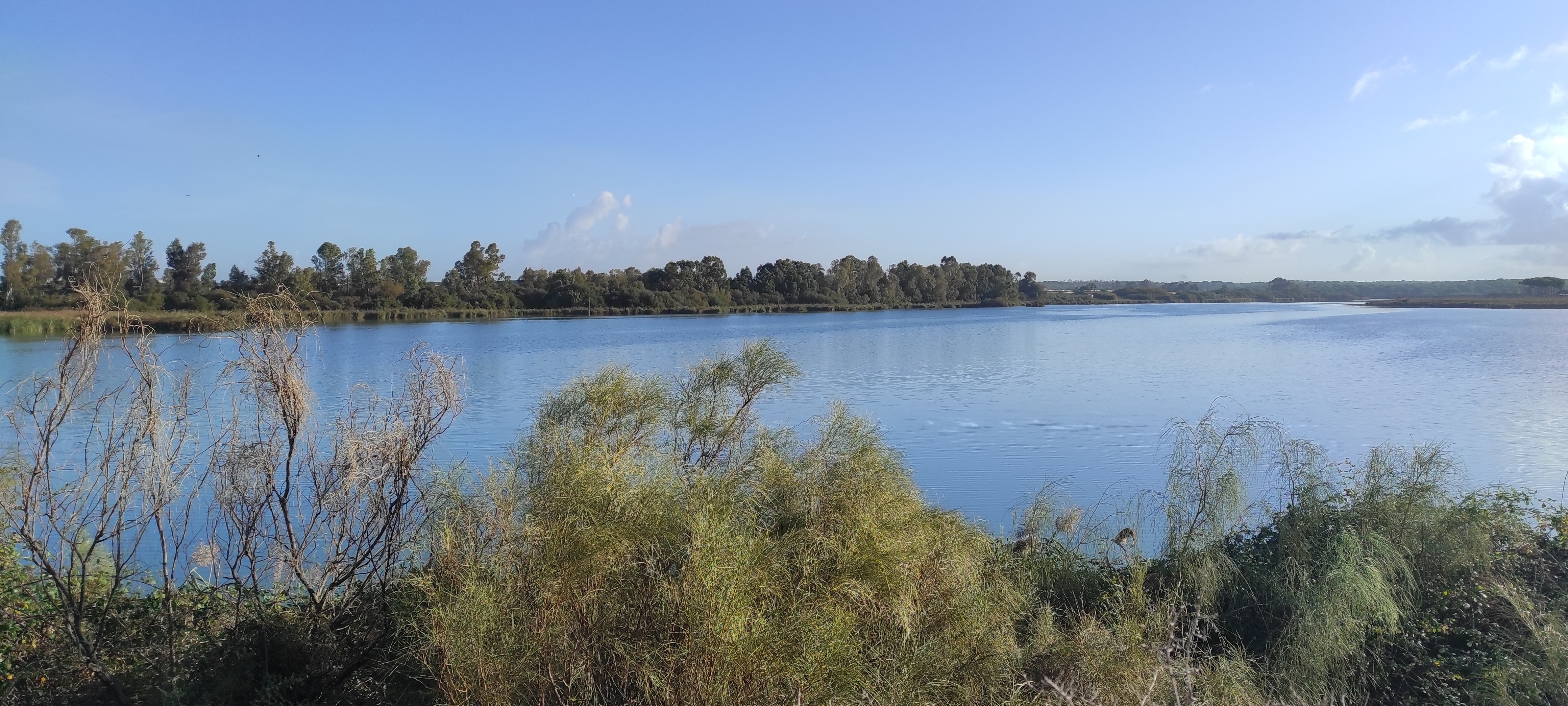
Lagunas de Palos y Las Madres

Situado en los términos municipales de Moguer y Palos de la Frontera con una superficie de 693 hectáreas. El paraje está formado por cuatro lagunas, de aguas dulces, denominadas: La Primera de Palos, La Jara, La Mujer y Las Madres. En ella podemos encontrar una amplia variedad de especies animales y vegetales.
Paraje natural del Estero de Domingo Rubio
Situado en los términos municipales de Palos de la Frontera y Moguer con una superficie de 480 hectáreas. Fue declarado Paraje natural el 18 de julio de 1989.
Lugares de Importancia Comunitaria
Son las zonas designadas de interés comunitario Europeo (L.I.C.), integradas en la Red Natura 2000:
- Marismas y Riberas del Río Tinto: Zona de protección L.I.C. del Río Tinto. Tiene una superficie de 823,32 hectáreas.
- Dehesa del Estero Domingo Rubio y corredor hasta el parque natural de Doñana: Pinar de dehesa y cabecera del Paraje Natural Estero Domingo Rubio con protección L.I.C.. Tiene una superficie de 3625,75 hectáreas. Entre la flora destacamos pino piñonero, matorral de jaras, lentisco, palmitos, jaguarzos, etc. Entre la fauna jabalíes, nutrias, garzas reales e imperiales, patos cuchara, garcilla bueyera, camaleón, etc.
- Playas de Mazagón: Conjunto de playas y barrancos arenosos que constituyen un territorio virgen. Una parte de ellas se encuentra protegida como espacio L.I.C. En ellas se encuentra el casco urbano de Mazagón.

## Demografía
Actualmente cuenta con una población de 23 551 habitantes (INE 2024), de los cuales, 11 826 son hombres (50,21 %) y 11 725 mujeres (49,79 %). Se sigue manteniendo el aumento continuo de la población de los últimos años, habiendo superado los 22 956 habitantes del año 2023, es decir +595 habitantes y un + 2,6 % de aumento poblacional, y un aumento de +2.168 habitantes y un + 10,14 % en la última década.
| Gráfica de evolución demográfica de Moguer entre 2015 y 2024 |
|                                                              |

Según el nomenclátor de 2023, el municipio comprende las siguientes entidades de población:
- Las Madres del Avitor: 78 habitantes (38 hombres y 40 mujeres)
- Mazagón: 3309 habitantes (1635 hombres y 1674 mujeres)
- Moguer: 19 558 habitantes (9902 hombres y 9656 mujeres)
- Poblado Forestal: 11 habitantes (4 hombres y 7 mujeres)

En la Edad Antigua la población del municipio estaba distribuida en varios asentamientos del actual término municipal (actual casco urbano de Moguer y otros asentamientos), sin embargo con la entrega como señorío del municipio en 1333, la población de Moguer pasó a concentrarse en el actual casco urbano, subiendo hasta los 5000 habitantes, población en torno a la cual fluctuó hasta el siglo XIX.
| Gráfica de evolución demográfica de Moguer entre 1511 y 1802 |
|                                                              |

Entre los años 1850 y 1970, la población de Moguer se mantuvo en torno a los 7000-8000 habitantes, y a partir de 1970, como consecuencia de la reactivación económica por el cultivo de las berries, experimentó un crecimiento continuo que ha situado la población en los 23 551 habitantes (INE 2024), la mayor población de su historia. Cabe destacar el fuerte crecimiento poblacional experimentado en 19 años, de 1981 al 2010, en los que la población se ha duplicado pasando de 10 000 a 20 000 habitantes.
Moguer cuenta con una población de 23 551 habitantes (INE 2024).
| Gráfica de evolución demográfica de Moguer entre 1842 y 2021                                                        |
| |
| Población de derecho según los censos de población del INE Población de hecho según los censos de población del INE |

| Nacionalidad | Hombres | Mujeres | Total  | %      | Proporción |
| ------------ | ------- | ------- | ------ | ------ | ---------- |
| Española     | 8085    | 7915    | 16 000 | 70.6 % |            |
| Extranjera   | 3322    | 3321    | 6643   | 29.3 % |            |

El análisis detallado de datos demográficos de Moguer está recogido en el Sistema de Información Multiterritorial de Andalucía (S.I.M.A.).

## Historia

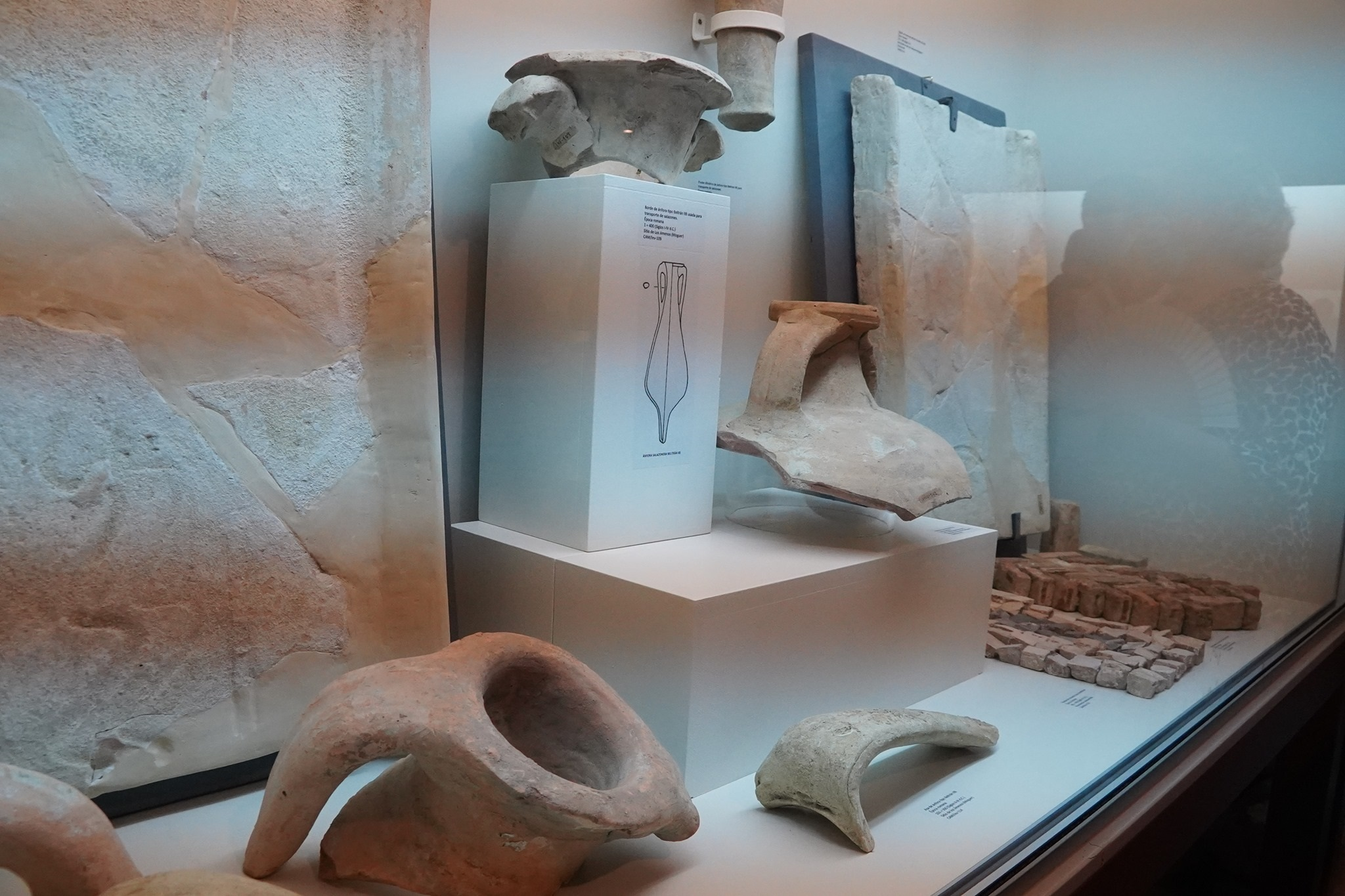
Restos arqueológicos (Archivo histórico Moguer)

Los orígenes del poblamiento humano en Moguer se pierden en la lejanía de los tiempos y están rodeados de legendarias leyendas, como ocurre en toda la zona de la desembocadura del Tinto. El actual término municipal de Moguer fue foco de atracción de población del interior y pueblos del Mediterráneo oriental desde la antigüedad, como demuestran los restos arqueológicos de origen Paleolítico, neolítico, fenicio y romano encontrados en diversos yacimientos arqueológicos.
Existen restos (material lítico diverso como cantos tallados, útiles sobre lasca, lascas sin transformar, núcleos, fragmentos de talla y algunos elementos no clasificables) de asentamientos de la Edad de Piedra catalogados en las zonas de La Jara, El Monturrio, Cuesta del Jigarral, Chozas del Junco, Depósitos Agua y Arroyo del Pino. De la Edad de los Metales existe restos (cerámica a mano de factura muy tosca y material lítico, como útiles, lascas y restos de talla) catalogados en las zonas de Cabezo de la Mina, El Tejar, Poblado Mazagón y Las Multas.
Con la llegada de los Tartessos (1300 a. C.-600 a. C.), se establecieron poblaciones dispersas en lugares estratégicos en torno a fuentes de agua, habiéndose encontrado útiles de piedra y metal (puntas de flecha tipo palmera), en los parajes de El Tejar y Valbuena.  Posteriormente los Turdetanos se establecieron en el actual casco urbano de Moguer (500 a. C.-206 a. C.), entre otros parajes, habiéndose encontrado muchos fragmentos de cerámica y un ajuar funerario (integrado por una urna ovoide policromada, una copa, dos vasijas decoradas y otro vaso de panza). El núcleo poblacional situado en el actual casco urbano de Moguer ha quedado recogido, por diversa historiografía, con la nominación de Olintigi.

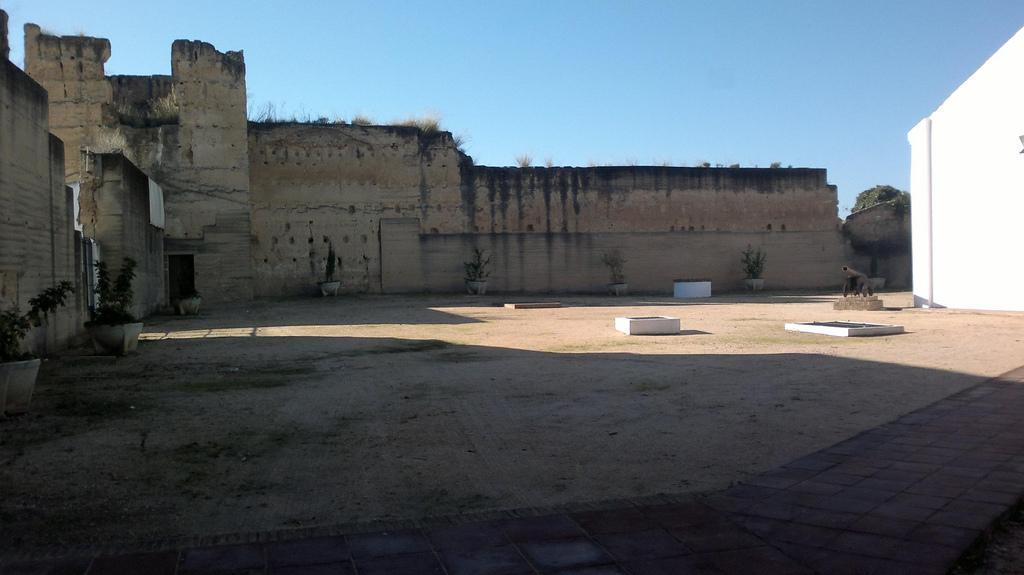
Castillo de Moguer, edificado sobre la torre de defensa romana

Entre los años 150 a. C.-114 a. C. los hispanorromanos establecieron sus industrias de salazones a lo largo del mítico río Urium o Tinto, vía natural de comunicación y comercio de las distintas culturas que lo utilizaron. En el actual casco urbano, se desarrolló una villa romana denominada Urium o Mons-Urium, con su torre de defensa, construida aproximadamente entre el siglo II a. C. y siglo I a. C., en torno a la cual se han encontrado una necrópolis, restos de la antigua villa romana, monedas, así como múltiples restos de ceramicas (ánforas, cerámica común y sigillata hispánica). Su situación estratégica con acceso a barreros de arcilla, maderas en los bosques cercanos, y agua dulce, propiciaron el desarrollo de la industria de salazones (cetariae) y de productos agropecuarios. Restos de ánforas, monedas, ladrillos, tégulas con marca de alfarero o fragmentos de sigillata hispánica (cerámica de gran belleza fechada en el siglo II), confirman la existencia en el término que hoy ocupa Moguer, de varios asentamientos romanos en las zonas catalogadas de Arroyo del Valbuena (existe una necrópolis), Arroyo Culebras, Arroyo Flores, Marisma Santa, Cabeza Rubia y Los Molinos.

### Edad Media

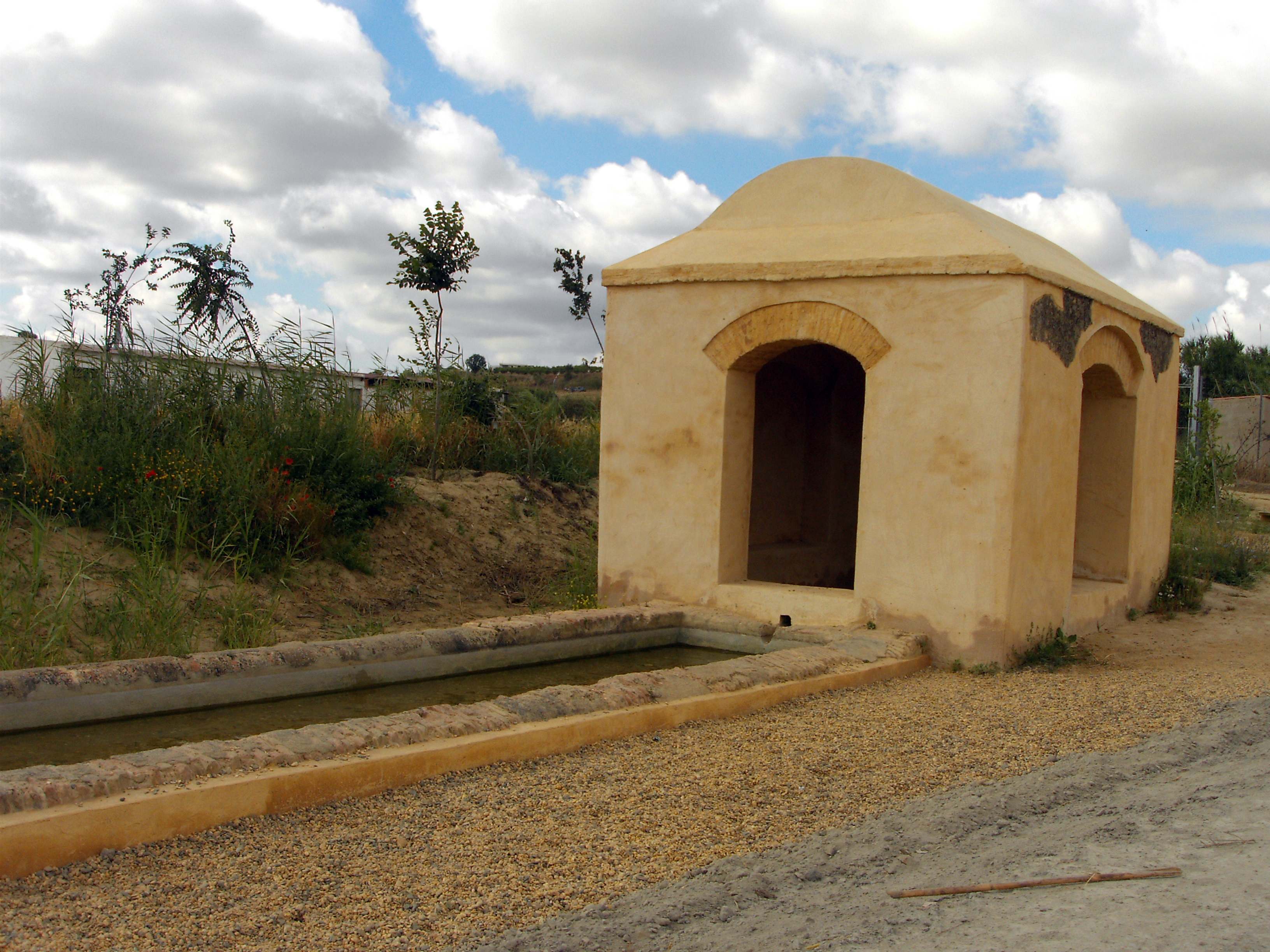
Pinete

La caída del Imperio romano en el siglo V, permitió el asentamiento progresivo de los pueblos visigodos, quedando enmarcada la zona dentro de la provincia Baetica.
Con la llegada de los musulmanes, en el año 713, la alquería de Mogavar o Mogur perteneció al Emirato de Córdoba, el Califato de Córdoba y finalmente al reino taifa de Niebla, aunque parte de su actual término municipal, en el sur del municipio, pertenecíó a la Taifa de Huelva. La torre romana fue transformada en alquería en torno a la cual se desarrolló la agricultura de regadío, basada en una red de galerías subterráneas (qanats) construidas para llevar agua de la capa freática a las zonas agrícolas, de las cuales se han conservando muchas, lo que propició su expansión y consolidación como nucleo principal. De este periodo perduran, en el actual municipio, el castillo almohade, el aljibe que se encuentra bajo su patio de armas, multiples qanats, la fuente y el puente de Pinete, la fuente de Montemayor, y restos arqueológicos de asentamientos árabes en la zonas rurales de Rendón, las Cacerías, Manzote hasta un total de 17 núcleos de población.
Fue conquistada por la Orden de Santiago hacia 1239-1240, junto con otros enclaves del Algarve histórico, y anexionada a Castilla, pasando a ser aldea de Niebla. Su término es delimitado en el año 1264, pasando a tierra de realengo en 1270. En el año 1327, Moguer se independizó de la jurisdicción de Niebla, siendo donada como señorio a Alvaro Nuñez Osorio, pero al año siguiente fue desposeido y volvió a pasar a realengo dependiendo de nuevo del concejo de Niebla hasta que, finalmente, fue nuevamente donada como Señorío de Moguer al Almirante Jofre Tenorio.

#### Señorío de Moguer

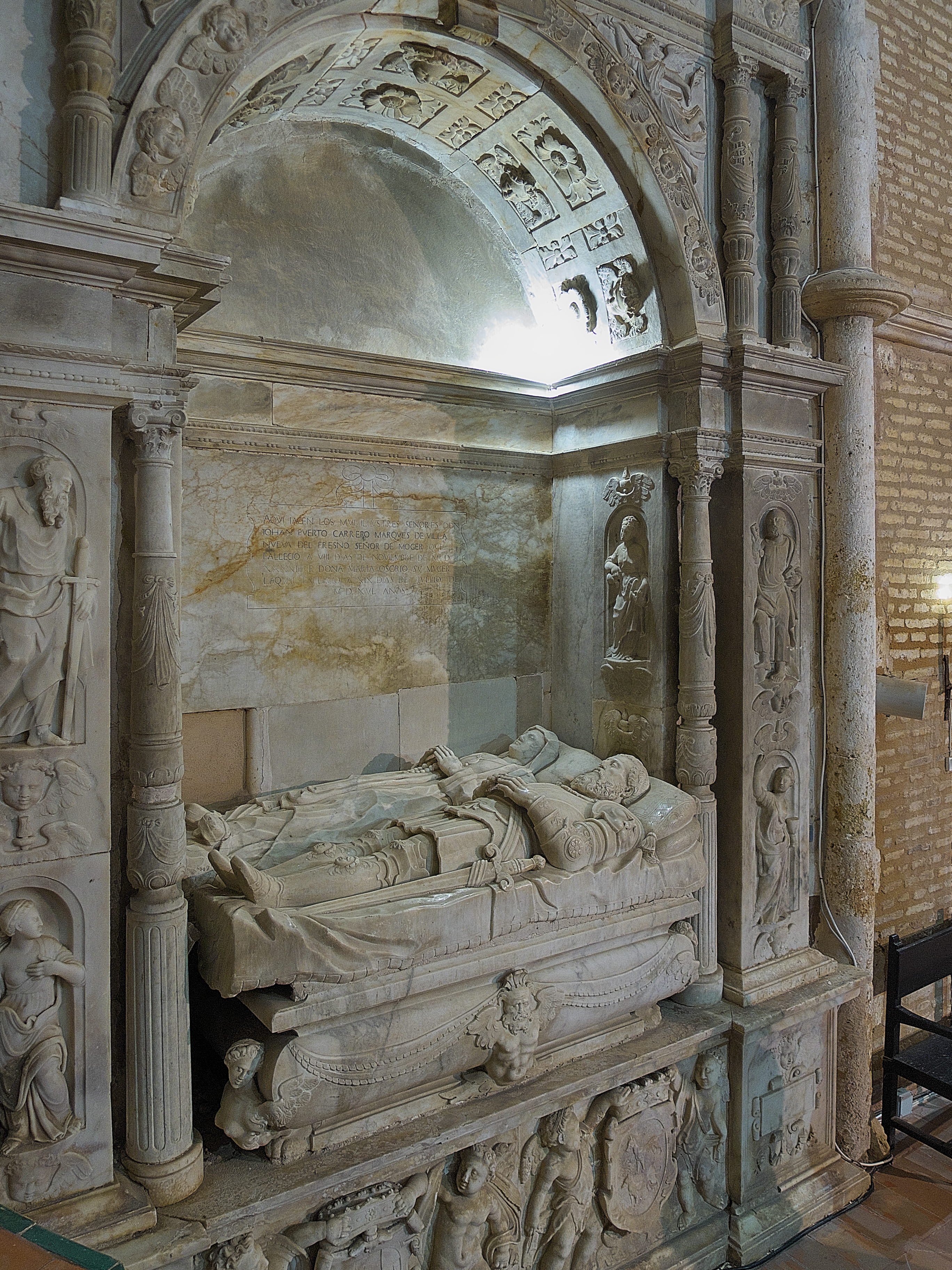
Sepulcro del IX Señor de Moguer

En 1333, la aldea de Moguer se convirtió en el primer señorío de la zona, al ser donado por Alfonso XI a Alonso Jofre Tenorio, Almirante Mayor de Castilla. Bajo este señor, Moguer pasó a ser una próspera villa, uniéndose al existente castillo almohade de Moguer y el Castillo de San Fernando, como edificios notables, el Convento de clarisas de Santa Clara y el de Franciscanos del Corpus Christi. A su muerte el señorío pasó a María Tenorio, su hija, casada con Martín Femández Portocarrero, y luego al hijo de ambos Alonso Femández Portocarrero, a cuyo linaje quedaría vinculado definitivamente. Los Portocarrero engrandecieron la villa con la construcción del Convento de San Francisco, en el siglo XV, y la transformación del antiguo convento del Corpus en Hospital para pobres.
El linaje Portocarrero poseyó el rango de «ricos-hombres» y «grande» del círculo de la alta nobleza andaluza, estando ligados a la Corte por el desempeño de sus funciones. En 1375 el Señorío de Moguer se convirtió en mayorazgo. Como cualquier señorío jurisdiccional, los señores de Moguer ejercían el control del gobierno municipal, y la jurisdicción en el ámbito judicial, administrativo, hacendístico, y militar. En muy poco tiempo, la convirtieron en una destacada villa marinera de Andalucía, gracias, sobre todo, a la política de atracción demográfica que pusieron en práctica.
Por diversos servicios prestados por los sucesivos Señores de Moguer a la corona, distinguieron a la villa de Moguer: En 1369, Enrique II de Castilla con el título de Muy Leal; en 1642, Felipe IV le otorgó el rango de ciudad y concedió a su concejo el Escudo de los Portocarrero; y en 1779, Carlos III la distinguió con los títulos de Muy Noble y Muy Leal. Por ello, el municipio quedaría nominado como la Muy Noble y dos veces Muy Leal Ciudad de Moguer.

#### Moguer y el Descubrimiento de América

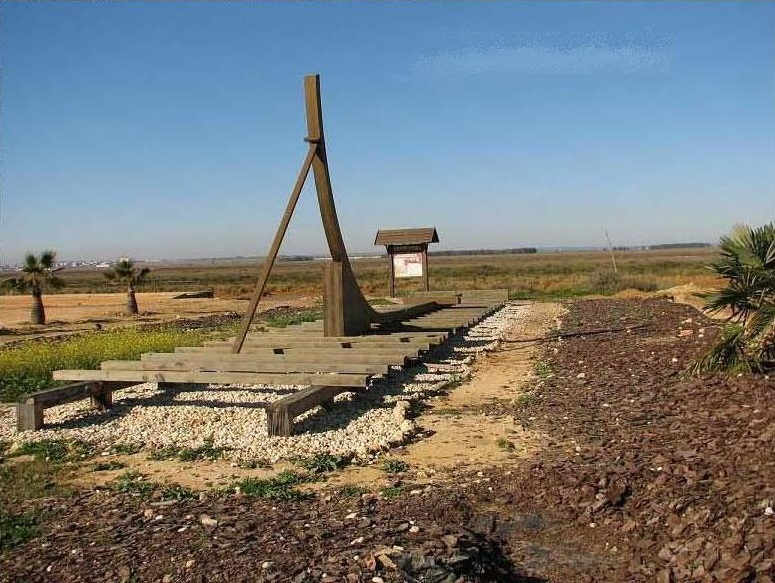
Astilleros de La Niña en el puerto de Moguer

La economía moguereña se basaba en la agricultura y las actividades pesqueras y mercantiles. En 1489 los Reyes Católicos concedieron un seguro a las embarcaciones que arribaran al puerto moguereño desde Canarias, norte de África y países europeos de la cornisa atlántica. Desde el siglo XV, el puerto contaba con un muelle de atraque para carga y descarga de mercancías, calzada, astilleros y una alota que era, junto con las de Huelva y Palos de la Frontera, de una destacada actividad dentro del litoral onubense.
A finales del siglo XV la villa alcanza una población de 5000 habitantes, distribuidos por un núcleo urbano conformado por varios ejes, dominados por la iglesia mayor, el castillo, el convento de San Francisco y el monasterio de Santa Clara. Eran momentos de una gran actividad económica y portuaria, lo que propició que los productos del campo y la sal de las salinas moguereñas, tuvieran salida a través de una flota de barcos nada despreciable. En el Puerto de Moguer se fletaban barcos para ir a las pesquerías en el Estrecho y el norte de África y, especialmente, para ir a la Mina de Oro. Esta ruta era bien conocida por los marinos de Palos de la Frontera y Moguer, que la recorrían en su actividad comercial, pesquera y en ocasiones de corso contra embarcaciones extranjeras. Los marinos de los puertos del estuario del Tinto, entre ellos los del puerto moguereño, eran avezados, curtidos en travesías por el Atlántico y el Mediterráneo. Estos llegaron a constituir linajes de marinos, respetados en toda la comarca, que contaban entre sus miembros con armadores y buenos navegantes que trasmitían el oficio de padres a hijos, como los Niño, los Roldán y los Vivas.[cita requerida]
Fue en estas fechas cuando Moguer, convertida ya en una importante villa marinera, participó de forma activa en el Descubrimiento de América. En 1488 se construye, en los astilleros del Puerto de Moguer, la carabela La Niña, denominada Santa Clara en su botadura en honor a la titular del Monasterio de Santa Clara. Era propiedad de los Hermanos Niño, concretamente de Juan Niño. Fue construida por los carpinteros de rivera de dichos astilleros, con pinos y chaparros de los montes moguereños.

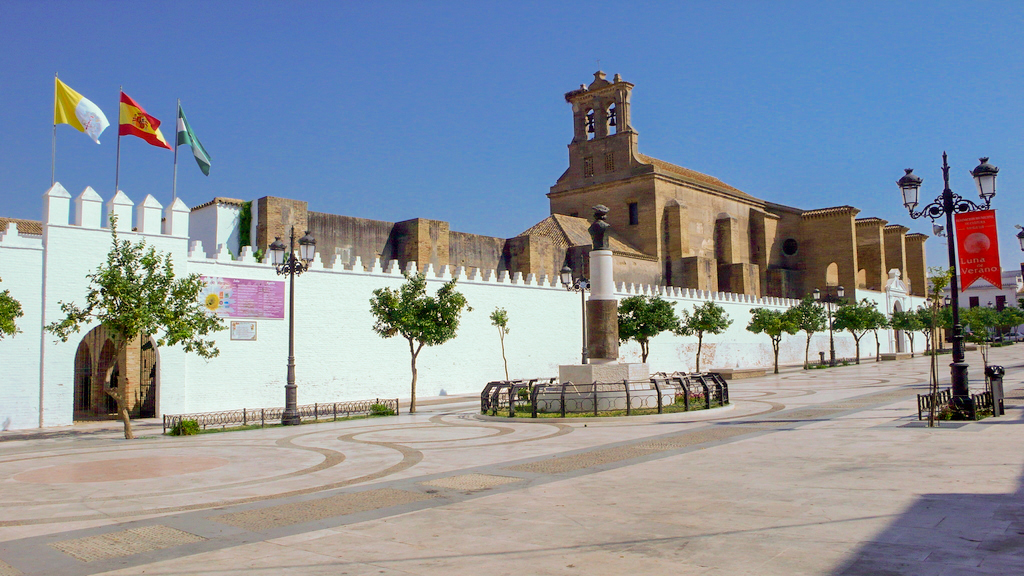
Monasterio de Santa Clara y Monumento a Colón

En Moguer, Cristóbal Colón visitó en repetidas ocasiones el Monasterio de Santa Clara, cuya abadesa, Inés Enríquez, tía del rey Fernando el Católico, apoyó el proyecto de Colón ante la Corte. También encontró apoyo en el clérigo Martín Sánchez y el hacendado Juan Rodríguez Cabezudo a quien confió la custodia de su hijo Diego, cuando partió en el viaje descubridor.
En cumplimiento de una de las provisiones que llevaba Colón, concedidas por los Reyes Católicos, y por medio de una comisión dirigida a la villa de Moguer, embargó en esta localidad dos barcos en presencia del escribano moguereño Alonso Pardo.
Los Hermanos Niño (Francisco Niño, Pedro Alonso, Juan y Cristóbal), tuvieron una destacada participación en los preparativos y desarrollo del viaje descubridor. Una vez superadas las primeras reticencias al proyecto de Cristóbal Colón, se convirtieron en férreos defensores del viaje, y pusieron todo su empeño en llevar a cabo la empresa Colombina. Convencieron a la marinería moguereña, y resto de marinos que habitualmente navegaban con ellos, para que se alistaran en el viaje descubridor. También aportaron la carabela La Niña, siendo los responsables de los preparativos de su carabela, que se realizaron en julio de 1492, en el Puerto de Moguer, según los testimonios recogidos en unas probanzas de servicios de la familia Niño impulsadas por su nieto, Alonso Vanegas, el año 1552.
Pedro Alonso fue piloto de la Santa María, Francisco Niño participó como marinero en La Niña, Juan Niño como maestre también en La Niña y es probable que también el menor de los Niño, Cristóbal. Además, una parte de la tripulación de las naves descubridoras estaba formada por marinos moguereños, entre otros Luis de Torres, Maestre Alonso, Alonso de Morales, Bartolomé Roldán, Diego Leal, Francisco García Vallejos, Juan de Xérez, Juan Verde de Triana, Alonso Clavijo.

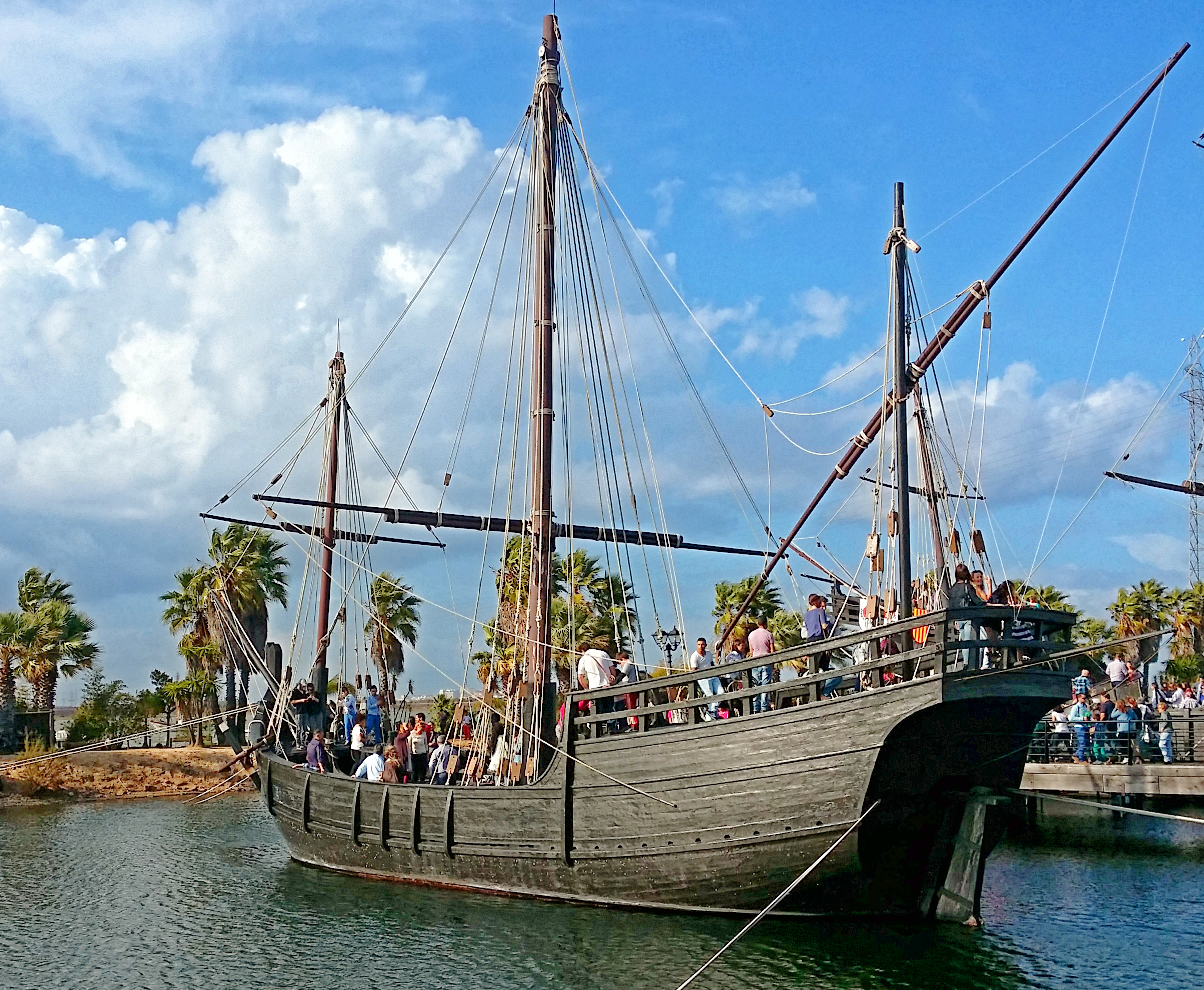
Reproducción actual de la carabela La Niña, en el Muelle de las Carabelas, cuyo propietario era Juan Niño

El día 14 de febrero de 1493, en el tornaviaje, se cruzaron con una fuerte tempestad que estuvo a punto de hacer naufragar las embarcaciones. En esta situación, Cristóbal Colón, decidió echar en suerte, la promesa de peregrinar en romería al Monasterio de Santa Clara, como acción de gracias por superar tan aquella situación (Voto colombino). El 15 de marzo, La Niña regresó al Puerto de Palos, quedando fondeada en el entorno de La Rábida. Testigo de esto fue el hacendado moguereño Juan Rodríguez Cabezudo que así lo declaró en las probanzas del Almirante de 1515. Posteriormente Cristóbal Colón, junto al resto de la tripulación de La Niña, pasó una noche de vigilia en la iglesia de Santa Clara, cumpliendo la promesa o Voto Colombino realizado en alta mar.
Pasados unos días Juan Niño junto a Cristóbal Colón partieron hacia Barcelona, para dar cuenta a los Reyes Católicos del viaje realizado.
En el desarrollo del primer viaje se fue forjando una fuerte relación con Colón, fruto de la cual se convirtieron en estrechos colaboradores de los nuevos proyectos del Almirante. Participaron en los preparativos y desarrollo del segundo viaje colombino entre 1493 y 1496. Juan Niño acompañó a Cristóbal Colón, como maestre, y Francisco Niño como piloto en la carabela La Niña, Pedro Alonso como piloto mayor en la nave capitana, y Cristóbal como maestre de la carabela Caldera, junto a otros familiares Niño. En el tercer viaje colombino, entre 1499 y 1501, viajaron Juan Niño y Francisco Niño, junto a otros familiares Niño, siguiendo la ruta colombina del segundo viaje donde se descubrió Paria.
Por todo ello, Moguer forma parte del Bien de Interés Cultural (B.I.C.) conocido como los Lugares Colombinos. En la actualidad se está culminado el proceso para la declaración de los Lugares Colombinos como Patrimonio de la Humanidad.

### Historia moderna
Durante el siglo XVI, la villa atravesó una época de prosperidad comercial con América, siendo numerosos los moguereños que participaron en el descubrimiento, colonización y evangelización de las nuevas tierras, en los denominados Viajes menores o andaluces; personajes como Pedro Alonso Niño, descubridor de las costas de Paria (Venezuela); sus hermanos y su sobrino Andrés Niño, descubridor de las costas de Centroamérica; varios miembros de la familia de marinos Roldán (Alonso Pérez Roldán, Pero Alonso Roldán y Rodrigo Simón); Alonso de Ojeda (Moguer); Hernando Alonso, uno de los conquistadores de México; Alonso Vélez de Mendoza, Comendador de la Orden de Santiago y explorador del litoral Brasileño; Bartolomé Ruiz, descubridor y navegante del Pacífico que integró, como piloto, la famosa expedición de Pizarro de los Trece de la Fama; Diego García de Moguer al que se le atribuye el descubrimiento del Río de la Plata; Juan Ladrillero considerado el otro descubridor del Estrecho de Magallanes; Pedro Martín de Moguer, conocido por ser uno de los codescubridores del Lago Titicaca; Diego García de Alfaro, primer capitán y piloto que surcó la costa norte de Chile; Fray Andrés de Moguer, primer cronista de México; Antonio Coello de Portugal, fiscal de Guatemala, oidor de Santa Fe y de Guadalajara en México, y caballero de la Orden de Santiago; Fray Antonio de Olivares, fundador de la ciudad de San Antonio de Texas; Manuel Spínola de Quintana , Piloto de la Armada, cosmógrafo y cartógrafo; entre otros personajes destacados.
El siglo XVII fue una época de penurias para la Monarquía Católica, y no pudo escapar de esta situación la villa moguereña, disminuyendo notablemente su población. No obstante, en 1642, la concesión del título de ciudad, otorgado por Felipe IV de España, origina un cambio económico favorable.
El siglo XVIII, se caracterizó por la estabilidad económica, política y técnica. La tierra, controlada en buena parte por la oligarquía local, siguió siendo un bien muy demandado por los moguereños, los cuales fueron adquiriéndola en pequeñas extensiones. En cuanto al comercio, este siguió sustentándose en el vino. La demanda gaditana y la ampliación del mercado a América, Rusia y otros países de Europa, así como el abastecimiento a la Armada Real, influyeron en el aumento del cultivo del viñedo.
En 1755 tuvo lugar el terrible terremoto de Lisboa, que causó enormes daños en la ciudad, de la cual tan sólo quedaron en pie los edificios más sólidos, como parte del castillo, el convento de Santa Clara o la Capilla del Hospital del Corpus Christi. Por este motivo, se debieron reconstruir los edificios dañados, a veces restaurándolos, como el Convento de San Francisco, y otras veces levantando un edificio de nueva planta, como el edificio del Concejo, obra maestra del Barroco civil, o la parroquia de Ntra. Sra. de la Granada, de la cual se respetó su torre original del siglo XIV. El templo levantado, debido al incremento espectacular de población en el siglo XVIII, se agrandó hasta adquirir proporciones catedralicias, con cinco naves, siendo la central más alta y ancha que las cuatro laterales, como futura sede del obispado que debía surgir en la zona. Los servicios a la Corona en tiempos de guerra contra Inglaterra hicieron posible que en 1779, Carlos III de España concediese a la Ciudad de Moguer los títulos de Muy Noble y Muy Leal.

### Historia contemporánea
El siglo XIX, fue para Moguer reflejo, en parte, de la situación vivida en el país. A comienzos de siglo era el núcleo más poblado (7200 habitantes) seguida de Huelva. La invasión francesa provocó en la ciudad una situación de provisionalidad y desconcierto general. En 1833, tras una larga y dura lucha, Moguer perdió la pugna para convertirse en capital de la nueva demarcación político-administrativa, convirtiéndose finalmente Huelva en la capital de provincia. Quedaría, sin embargo, como cabecera del nuevo partido judicial, contando además con Juzgados Comarcal y de Instancia e Instrucción, distritos notarial y registral, y en el orden eclesiástico como Arciprestazgo de Moguer.
Las desamortizaciones también alteraron en buena parte las estructuras económicas de las instituciones locales, sobre todo de la Iglesia. La I República en 1873 dejó igualmente su impronta con la construcción de la carretera y el puente sobre el río Tinto, infraestructuras básicas para el desarrollo del municipio. En 1899 Moguer contaba con 8523 habitantes de los que el 99 % eran braceros. El vino seguía siendo el producto básico y el río el cauce natural a través del cual se exportaba, sin embargo el tráfico del puerto local descendió por el aterramiento del río.

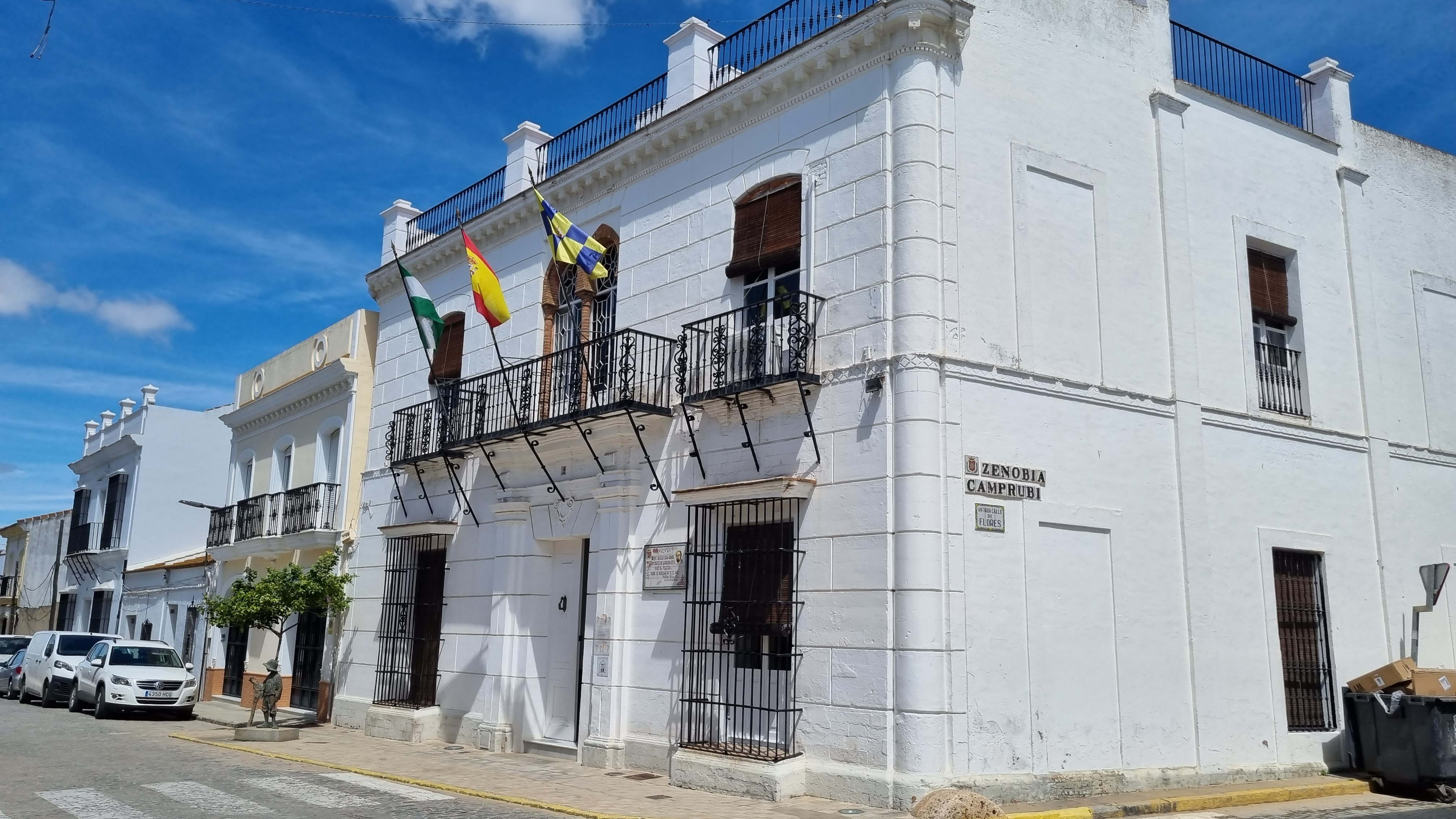
Casa Natal de Juan Ramón Jiménez

En 1881, el día 23 de diciembre, nació en la casa número 1 de la calle de la Ribera, en Moguer, el poeta universal Juan Ramón Jiménez, Premio Nobel de Literatura en 1956. Gracias a él, Moguer se hace mundialmente conocido a través de su obra Platero y yo.
En el siglo XX, la prosperidad económica de siglos anteriores, gracias al cultivo de la vid, se ve truncada por la plaga de la filoxera, en los inicios de la centuria. La pérdida de población se hace imparable desde entonces, hasta que el desarrollo del Polo Químico de Huelva en los años 1960 y, posteriormente, la implantación de los cultivos de fresa en los años 1970, dan un giro radical a la evolución económica, hasta el punto de convertir al municipio en el principal productor fresero de España, lo que propició en los siguientes treinta años un gran desarrollo demográfico, económico y social.
El inicio del siglo XXI dio continuidad a la pujanza económica generada por la agricultura con el cultivo del fresón y la diversificación producida con la puesta en marcha de cultivos como la frambuesa, el arándano y otras berries, el sector de la construcción y el sector servicios. Esta bonanza económica ha propiciado un aumento espectacular de la población en los últimos años. Con el inicio de la crisis económica de 2008, el sector de la construcción y servicios, sufrieron un fuerte retroceso; tan solo el sector agrícola siguió generando riqueza, consolidándose como motor económico del municipio.

## Economía
En la época antigua, la actividad económica predominante era la agrícola, marinera y pesquera, de tal manera que Moguer estaba conectado con los principales puertos del Mediterráneo y de la costa africana, donde exportaba sus productos agropecuarios.

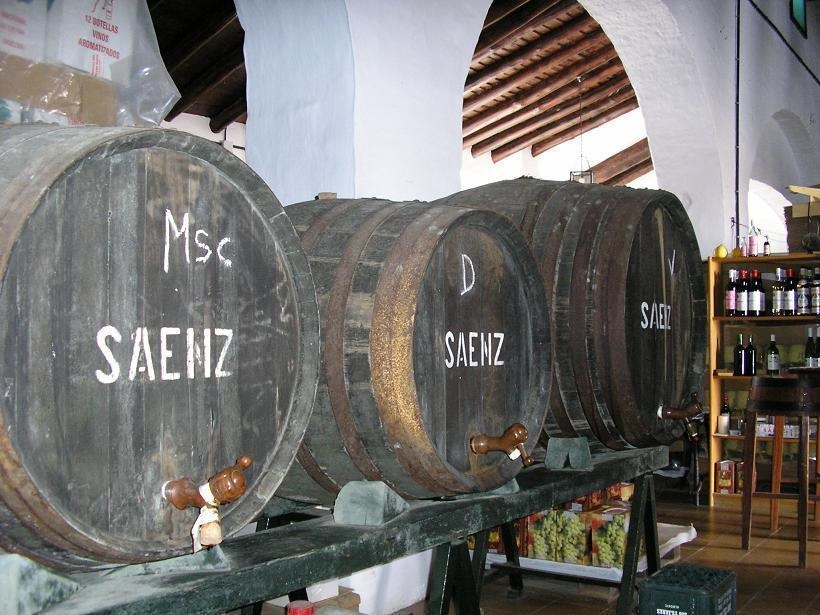
Bodega productora de vinos de la D.O.P. Condado de Huelva

Durante los siglos bajomedievales experimentó un rápido crecimiento económico que tuvo mucho que ver con el desarrollo agrícola, ganadero y marinero que se dio durante estas fechas. Moguer fue una población floreciente gracias a cultivos como el trigo, la vid, el esparto y el cáñamo; y el auge adquirido por las pesquerías y los tráficos portuarios de mercancías.
Durante todo el siglo XV, destacó la producción industrial relacionada con los hornos de jabón, pan y ladrillos, y la actividad marinera a través de su destacado puerto fluvial. También es notorio que en estos siglos contara con almacenes, bodegas y diversas tiendas con artículos agropecuarios.
El siguiente siglo mantuvo una economía basada en la agricultura, la actividad marinera y las nuevas actividades económicas generadas por el tráfico con las nuevas tierras descubiertas; todo ello a pesar de la importante inmigración local a América que se produjo.
Sin embargo, en el siglo XVII se produjo, como en el resto del país, una profunda crisis económica, en parte por la fuerte presión fiscal, que trajo consigo un retroceso considerable en materia demográfica, lo cual retrotrajo la actividad productiva.
En el siglo XVIII se potenció enormemente la actividad económica, sobre todo el cultivo del viñedo, y el comercio exterior a través del puerto local. Los vinos de Moguer llegaban a muchos países de Europa, Rusia y, también, a América, aunque el principal receptor fue durante décadas la Armada, de ahí que los caldos recalaran en botas de distintos tamaños a los puertos de la bahía gaditana.
En el siglo XIX, se produjo un incremento considerable de la superficie cultivada, y un desarrollo espectacular de los viñedos que inauguró un momento brillante de su historia. Sin embargo, la entrada de la enfermedad filoxera en los viñedos, inició un nuevo periodo de crisis económica, y la reducción paulatina del cultivo. Como vestigio de ese pasado vitivinícola, Moguer pertenece a la Denominación de Origen Protegida Condado de Huelva, siendo Bodegas del Diezmo Nuevo o Sáenz (Herederos de Cosme Sáenz Jiménez, C.B.) la única que mantiene la tradición vinícola del municipio, registrada, en la D.O., como bodega de elaboración, almacenamiento, crianza o envejecimiento y envasado de vinos, vermut y vinagre.
Durante la segunda mitad del siglo XX la instalación del Polo de Desarrollo industrial de Huelva produjo un transvase de mano de obra agrícola al sector industrial.
A finales de los años 1970, se inició en la finca Las Madres, el cultivo del fresón, extendiéndose rápidamente por el municipio y resto de la provincia, lo que propició una nueva etapa de bonanza económica. Moguer es el municipio español que más superficie dedica a su cultivo, habiéndose diversificado el sector con otros cultivos como la frambuesa y el arándano.
En los años 1990 y principios del siglo XXI, los recursos generados por la agricultura propiciaron el desarrollo del sector de la construcción, fundamentando un fuerte aumento en el número de empresas de construcción, inmobiliarias y el sector comercial. Con la llegada de la Crisis financiera de 2007-2008, el municipio mantuvo una fuerte economía basada, fundamentalmente en la agricultura, y en menor medida en el turismo y el sector servicios. En los años posteriores, continuó siendo la agricultura el principal motor económico del municipio. Como muestra de esa pujanza económica, cabe destacar los bajos niveles de paro/desempleo del municipio, entre el 8-14 % según la época del año, situándose muy por debajo de las medias andaluza y española.
En el año 2022, la lista de principales actividades económicas estaban encabezada por la agricultura, ganadería, silvicultura y pesca, con 518 empresas (42,6 %); el comercio al por mayor y al por menor, con 357 empresas (29,4 %); la construcción, con 134 empresas (11 %); la hostelería, con 125 empresas (10,2 %) y las actividades profesionales, científicas y técnicas, con 82 empresas (6,8 %). El análisis detallado de datos socioeconómicos de Moguer está recogido en el Sistema de Información Multiterritorial de Andalucía ((S.I.M.A.).

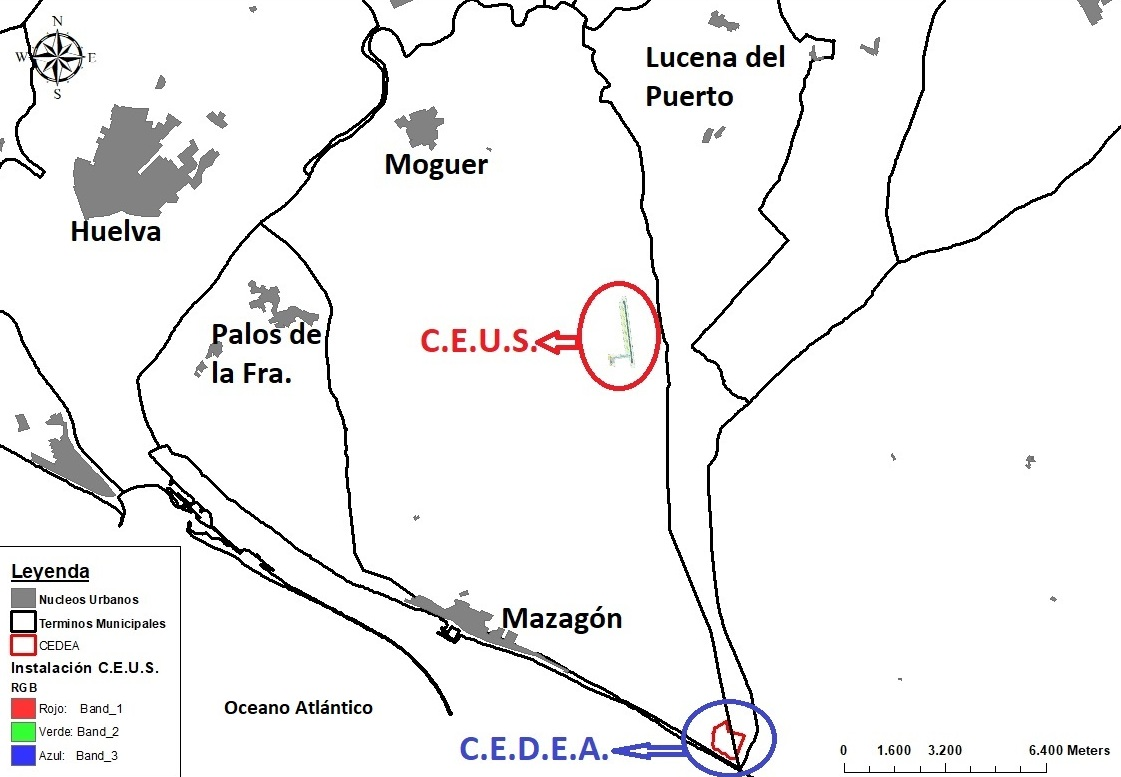
Plano del CEDEA-CEUS

También hay que destacar la presencia en el municipio del sector aeroespacial, por la actividad del Instituto Nacional de Técnica Aeroespacial (I.N.T.A) en sus instalaciones del Centro de Experimentación de El Arenosillo (CEDEA). Esta sede del I.N.T.A. desarrolla su actividad en la investigación de energías renovables, experimentación de cohetes de nuevo desarrollo, realización de experiencias científicas con cohetes de sondeo y globos, investigaciones atmosféricas, pruebas de desarrollo de distintos tipos de aeronaves no tripuladas (drones), hasta 150 kg. desde plataforma, y realización de programas de I+D, estudios de durabilidad y ensayos de componentes y sistemas de energía solar. El CEDEA ha ampliado sus instalaciones con la construcción del Centro para Ensayos, Entrenamiento y Montaje de Aeronaves no Tripuladas (CEUS) que fue inaugurado y puesto en servicio el 1 de octubre de 2024, con la función específica de ensayos científicos, desarrollo tecnológico, entrenamiento y montaje de aeronaves no tripuladas (drones) de gran tonelaje (hasta 15 toneladas), tanto aéreas como marítimas y terrestres, de grandes prestaciones con fines exclusivos de I+D+i, para usos civiles.

### Agricultura
La actividad marinera y pesquera, pero sobre todo la agricultura ha sido históricamente la base de la economía local. Los cereales y el olivar, posteriormente la actividad vitivinícola y a finales del siglo XX el fresón y la frambuesa han fundamentado la economía municipal a lo largo de los años.

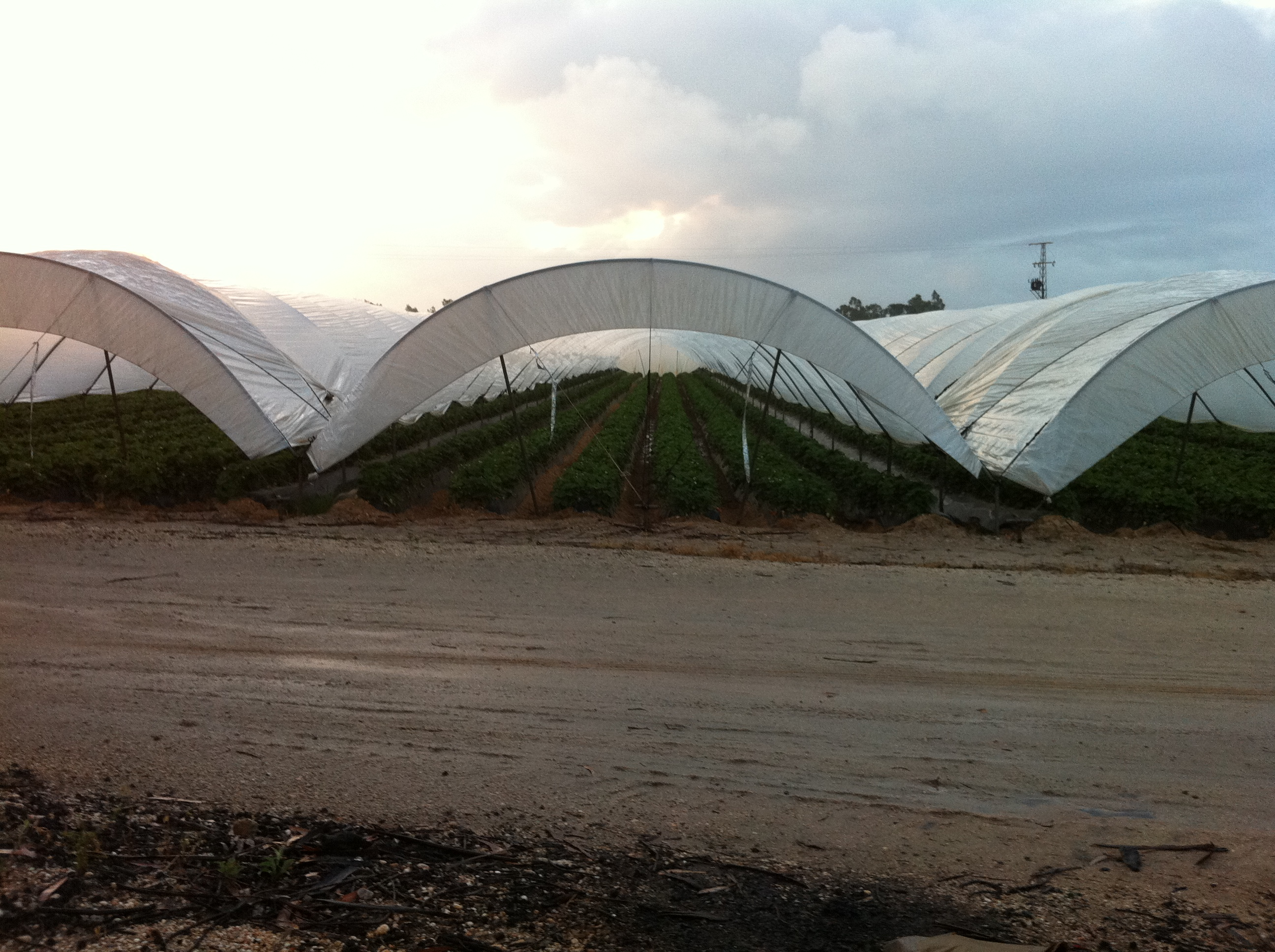
Cultivo en túneles

El fuerte desarrollo actual está sustentado en los cultivos de regadíos, básicamente los cultivos del fresón y la frambuesa, que han servido de motor económico y han posibilitado el despegue de otras actividades. Comparten superficie agrícola con otros cultivos, menos rentables, de secano que se sitúan en la zona de cultivo tradicional, próxima al casco urbano de Moguer.
Los regadíos han sido posibles gracias a la agrupación de los agricultores en comunidades de regantes. En el término municipal de Moguer coexisten tres comunidades de regantes: la C.R. de Valdemaría, la C.R. de Palos de la Frontera y la C.R. del Fresno.
El empresario Antonio Medina Lama inició las primeras experiencias con el cultivo de fresón en la finca municipal Las Madres, a finales de los 70. Con el paso de los años, las técnicas de cultivo fueron mejorándose y el fresón se fue extendiendo por el municipio hasta convertirse en la base de la economía local. Es un cultivo intensivo bajo túneles de plástico transparente. La planta se sitúa en lomos acolchados de plástico negro, en los que se coloca la cinta de riego por donde se le suministra agua y nutrientes.
Según la última serie estadística publicada por el Ministerio de Agricultura, la superficie de fresón cultivada en el municipio es de 2450 ha, lo que supone un 30,74 % del total nacional (7972 ha en toda España), un 32,37 % del total andaluz (7569 ha), un 32,62 % del total de la provincia de Huelva (7515 ha); lo que sitúa al municipio como el principal productor de fresas de Huelva, Andalucía y España.
En los últimos años, los agricultores han diversificado sus producciones, introduciendo nuevos cultivos como la frambuesa, la mora, el kaki y el arándano, lo que ha permitido afrontar con mayor fortaleza las oscilaciones económicas del mercado fresero. La superficie de berries cultivadas en Moguer es de 3094 hectáreas, el 24 % de las 12 701 ha de la provincia de Huelva, lo que convierte al municipio en el mayor productor nacional.

### Turismo
Moguer fue declarado Municipio Turístico de Andalucía el 21 de marzo de 2023. En el ámbito turístico, además del patrimonio material e inmaterial, natural, y los atractivos turísticos culturales y gastronómicos, el municipio se encuentra incluido en:
- La Ruta de Washington Irving: Ruta del Itinerario Cultural del Consejo de Europa, incluida en las Rutas de El legado andalusí.[55]

- La Ruta jacobea del sur de la Vía de la Plata: incluida en la ruta alternativa por El Rocío o Ruta de Huelva por la Marisma, en el seno de las rutas del Camino de Santiago en España.

## Administración y política
En el ámbito administrativo-organizativo Moguer es cabeza del partido judicial de Moguer, del Distrito Notarial y Registral de Moguer, de la demarcación de la 4.ª Compañía de la Guardia Civil y del arciprestazgo del Condado Occidental.

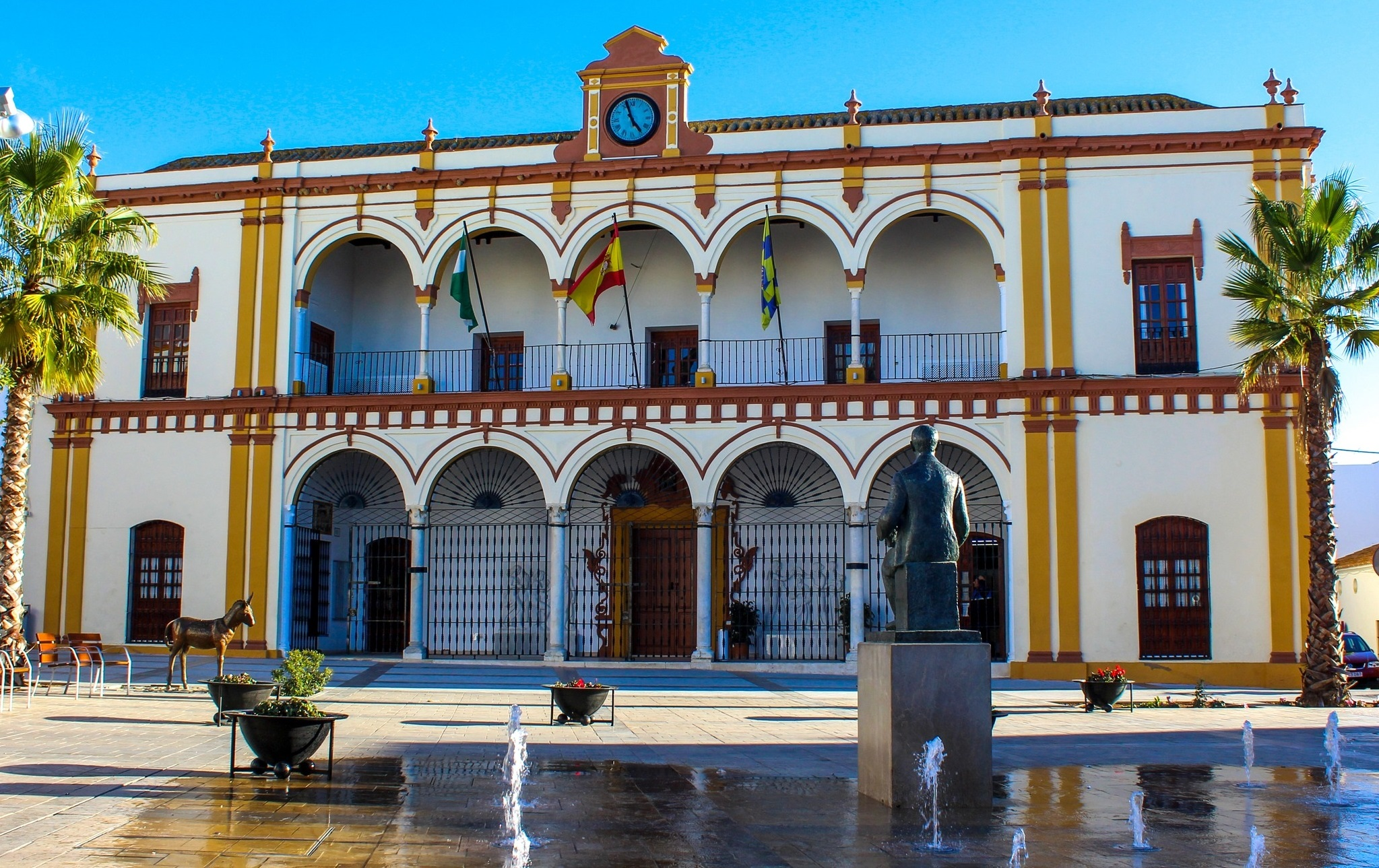
Ayuntamiento de Moguer

El Ayuntamiento está conformado por varios centros administrativos. La casa consistorial se ubica en la plaza del Cabildo, en el casco antiguo de la ciudad, desarrollándose en ella el grueso de la actividad municipal. En la calle Daniel Vázquez Díaz se sitúa el edificio de Asuntos Sociales, y en la calle Andalucía la Fundación municipal del Cultura. El Archivo Municipal tiene sus instalaciones en un edificio de nueva planta inaugurado en 1994 anexo al claustro manierista del convento de San Francisco. En sus instalaciones también se encuentra la Biblioteca Iberoamericana. Las dependencias de deporte se sitúan en el polideportivo municipal, ubicado en la avenida V Centenario. En el casco urbano de Mazagón se sitúa las dependencias municipales en la plaza Odón Betanzos.
La corporación municipal está formada por 21 concejales. Los cuartos jueves de cada mes, a las 20 horas, el Ayuntamiento de Moguer celebra sus sesiones plenarias, abiertas al público en general. Las sesiones de la comisión de gobierno, el primer y tercer viernes de cada mes. Mientras que las sesiones de las comisiones informativas de Urbanismo y Régimen Interno, Bienestar Social, y Economía y Fomento se celebran el primer, segundo y tercer jueves de cada mes, respectivamente. También forman parte de la administración local la Fundación Municipal de Cultura, el Patronato Municipal de Deportes, y la empresa de vivienda y suelo Envisur.
Las formaciones políticas más relevantes en el ámbito local desde las primeras elecciones democráticas de 1979 son, el PSOE-A (Partido Socialista Obrero Español), que ha gobernado el municipio en 8 ocasiones, y el PP-A (Partido Popular), que ha gobernado en 3 ocasiones. La antigua formación UCD (Unión de Centro Democrático) gobernó la primera legislatura democrática.

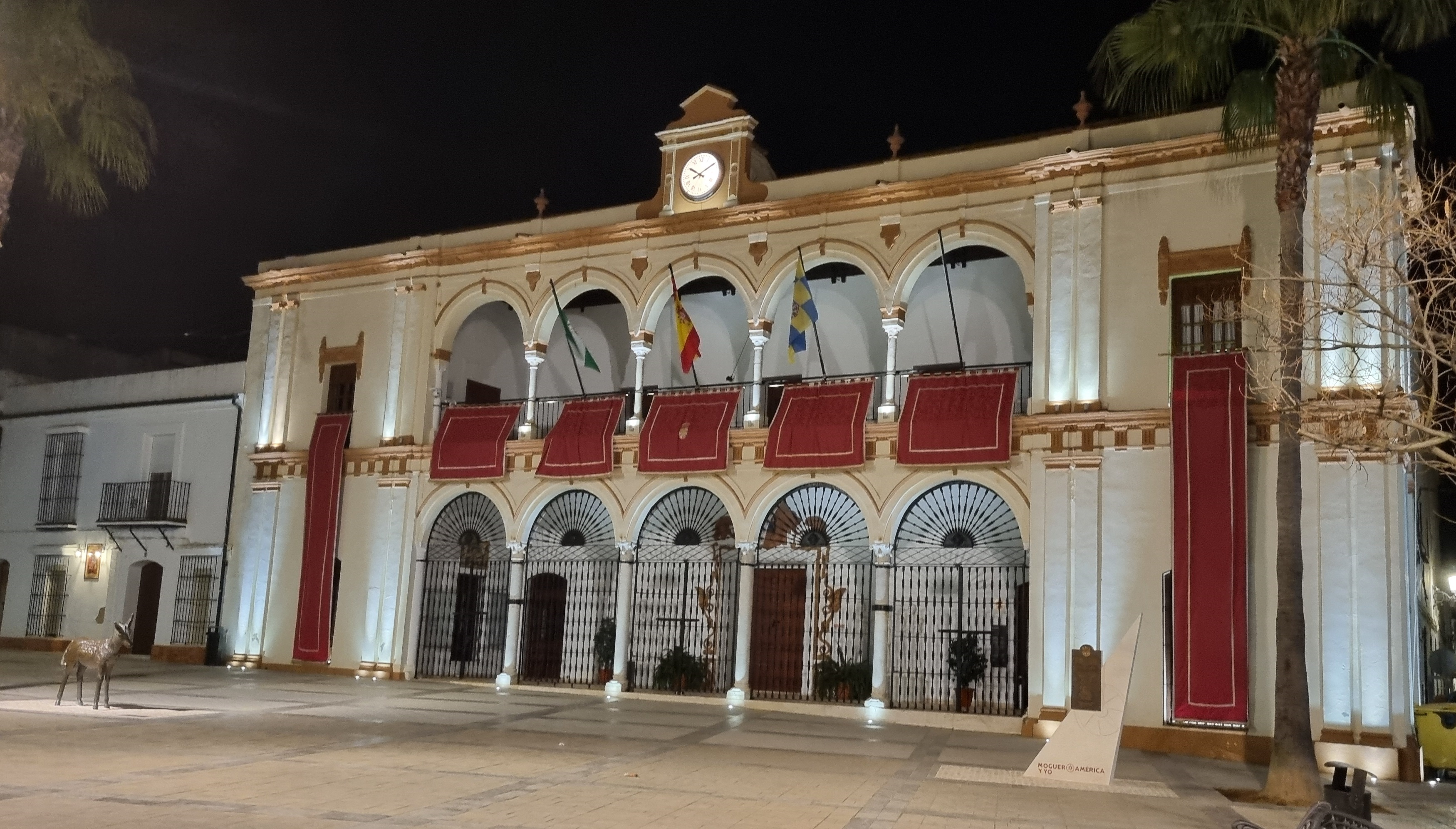
Ayuntamiento de Moguer

Tras las últimas elecciones municipales del 28 de mayo de 2023, el PSOE-A revalida la alcaldía con mayoría absoluta, al obtener 11 concejales. La candidatura encabezada por Gustavo Cuéllar Cruz alcanza de nuevo la alcaldía del municipio, para la legislatura 2023-2027.
En dichas elecciones municipales, el PSOE-A obtuvo 11 concejales, con un 47,67 % y 3997 votos; mientras que el Partido Popular consiguió 8 concejales, con un 38,1 % y 3194 votos, la Asociación de Vecinos de Mazagón (AVEMA) obtuvo 2 concejales, con un 9,37 % y 786 votos, y Vox con un 3,96 % (332 votos), no obtuvo representación en el Cabildo.
| Periodo   | Nombre                    | Partido | Partido                                                 |
| --------- | ------------------------- | ------- | ------------------------------------------------------- |
| 1979-1983 | Julián Gamón Domínguez    |         | Unión de Centro Democrático (UCD)                       |
| 1983-1994 | Francisco Díaz Olivares   |         | Partido Socialista Obrero Español de Andalucía (PSOE-A) |
| 1994-1995 | Rosario Ballester Angulo  |         | Partido Socialista Obrero Español de Andalucía (PSOE-A) |
| 1995-1999 | Manuel Burgos Cruzado     |         | Partido Popular de Andalucía (PP)                       |
| 1999-2003 | Rosario Ballester Angulo  |         | Partido Socialista Obrero Español de Andalucía (PSOE-A) |
| 2003-2011 | Juan José Volante Padilla |         | Partido Popular de Andalucía (PP)                       |
| 2011-act. | Gustavo Cuéllar Cruz      |         | Partido Socialista Obrero Español de Andalucía (PSOE-A) |

La Asociación de Vecinos de Mazagón (AVEMA) ha sido una fuerza política habitual en el pleno del Ayuntamiento de Moguer, desde la legislatura 1995-1999. El Partido Andalucista (PA) ha tenido presencia municipal en dos legislaturas. El Partido independiente de Mazagón (PIM) y el Partido Todo por Moguer (I.CxH) han desaparecido; y Vox, que ha aparecido como nueva formación política en el año 2019, no han obtenido representación.
| Partido político    | Partido político                                                    | 1979   | 1983   | 1987   | 1991   | 1995   | 1999   | 2003   | 2007   | 2011   | 2015   | 2019   | 2023   |
| Partido político    | Partido político                                                    | Ediles | Ediles | Ediles | Ediles | Ediles | Ediles | Ediles | Ediles | Ediles | Ediles | Ediles | Ediles |
|                     | Partido Socialista Obrero Español de Andalucía (PSOE-A)             | 4      | 13     | 11     | 10     | 7      | 8      | 5      | 6      | 10     | 11     | 12     | 11     |
|                     | Partido Popular de Andalucía (PP)-Alianza Popular (AP)              | –      | 3      | 6      | 6      | 8      | 7      | 5      | 9      | 9      | 8      | 7      | 8      |
|                     | Asociación de Vecinos de Mazagón (AVEMA)                            | –      | –      | –      | –      | 2      | 2      | 3      | 2      | 2      | 2      | 2      | 2      |
|                     | Vox                                                                 | –      | –      | –      | –      | –      | –      | –      | –      | –      | –      | 0      | 0      |
|                     | Partido Andalucista (PA)                                            | –      | –      | –      | 1      | 0      | 0      | 4      | 0      | 0      | –      | –      | –      |
|                     | Izquierda Unida (IU)-Partido Comunista de España (PCE)              | 2      | 0      | –      | –      | 0      | –      | 0      | –      | –      | –      | –      | –      |
|                     | Partido Independiente de Mazagón (PIM)                              | –      | –      | –      | –      | –      | –      | –      | 0      | 0      | –      | –      | –      |
|                     | Todo por Moguer (I.CxH)                                             | –      | –      | –      | –      | –      | –      | –      | –      | –      | 0      | –      | –      |
|                     | Centro Democrático y Social (CDS)-Unión de Centro Democrático (UCD) | 7      | 1      | –      | –      | –      | –      | –      | –      | –      | –      | –      | –      |
| Total de concejales | Total de concejales                                                 | 13     | 17     | 17     | 17     | 17     | 17     | 17     | 17     | 21     | 21     | 21     | 21     |

## Servicios

### Sanidad
Moguer cuenta con 2 centros sanitarios dependientes del Servicio Andaluz de Salud (SAS) y del Distrito sanitario Condado-Campiña:
- Centro de salud de Moguer:[59] Situado en la calle Castillo, 6.
- Centro de salud de Mazagón:[59] Ubicado en la calle Buenos Aires, s/n.

Igualmente existen 10 farmacias en el municipio, 8 en el Casco de Moguer y 2 en el de Mazagón.

### Educación

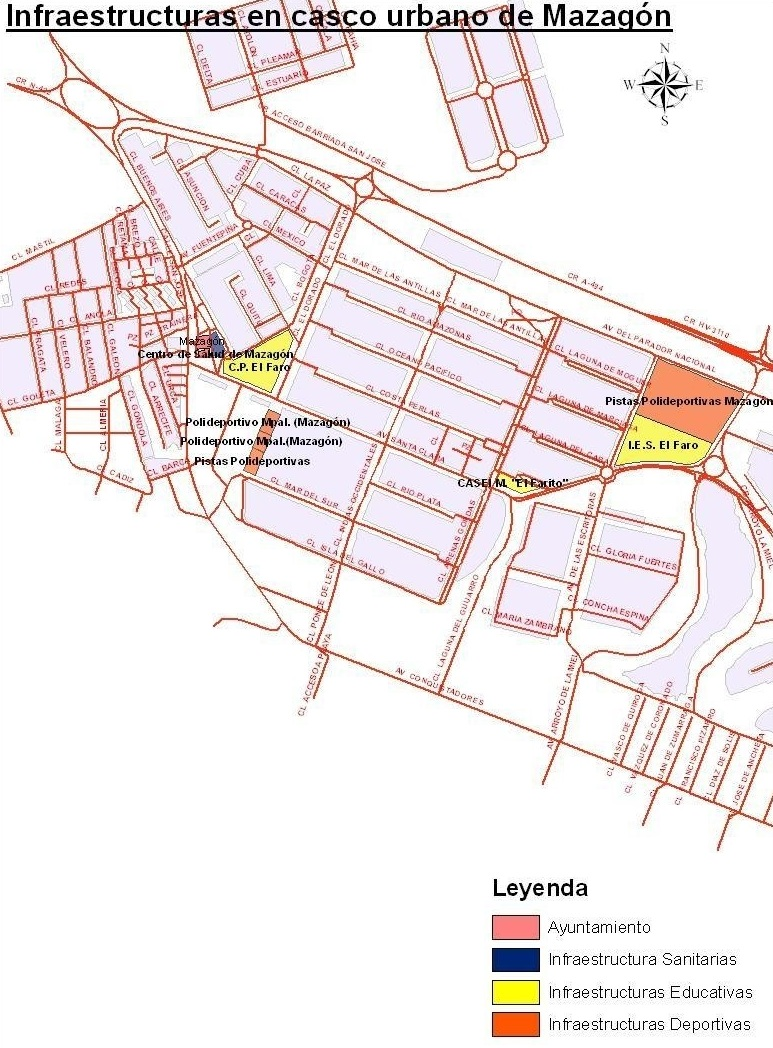
Infraestructuras en Mazagón

En el municipio existen los siguientes centros de enseñanza:
- 4 guarderías: tres municipales,[60] las CASEI municipales El Gato con Botas, Platero y Yo, y El Farito en Mazagón, y otra privada, la guardería El Barquito de Papel.

- 4 colegios de educación infantil y primaria:[61] CEIP Pedro Alonso Niño, CEIP Virgen de Montemayor, CEIP Zenobia Camprubí y CEIP El Faro en Mazagón.

- 3 institutos de educación secundaria:[61] IES Juan Ramón Jiménez, IES Francisco Garfias e IES El Faro en Mazagón.
- 2 secciones de educación Permanente:[61] Sección de Educación Permanente Camarina y Sección de Educación Permanente El Vígia en Mazagón.
- Liceo Alcalde Juan José Volante Padilla:[62][63] Escuela de formación musical de grado medio, inaugurada el 8 de enero de 2011 por Raphael.

### Deporte
El municipio tiene en su término municipal dos Polideportivos:

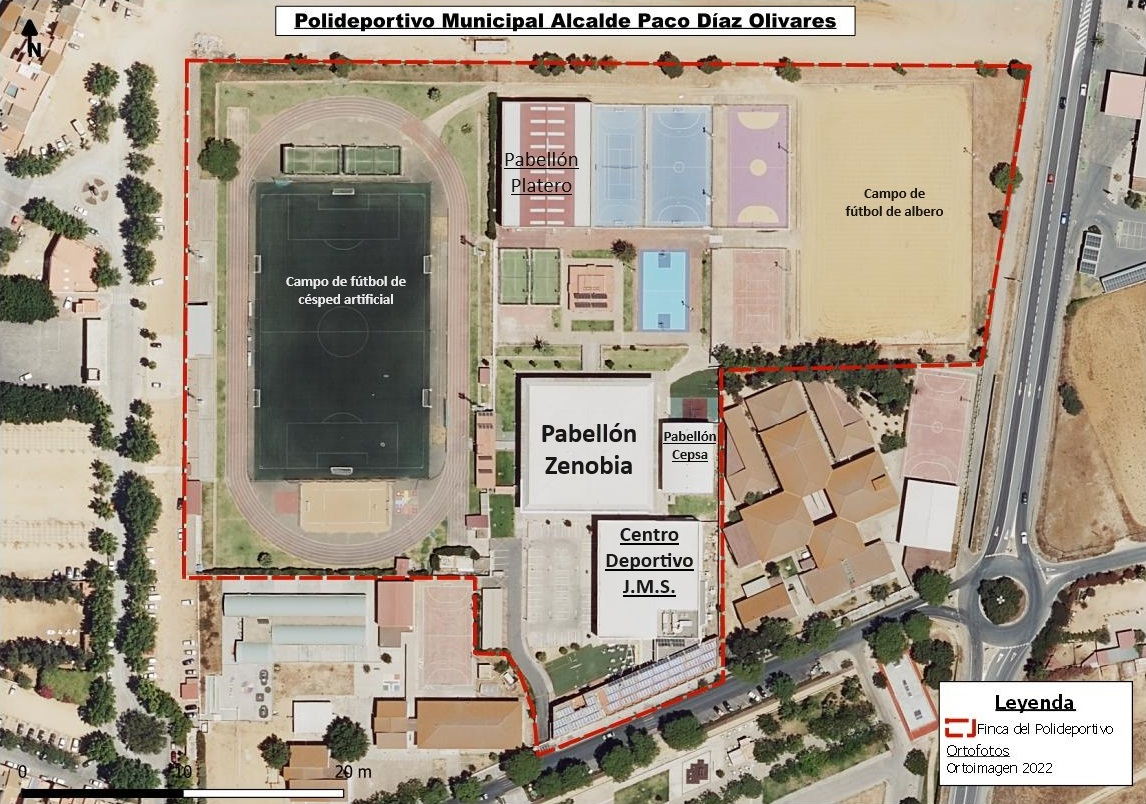
Polideportivo Paco Diaz

- Polideportivo Alcalde Paco Díaz Olivares:[64] Situado en la avenida del V Centenario. Está está compuesto por: Dos campos de fútbol, uno de albero y otro de césped artificial con graderío, una pista perimetral de atletismo, cuatro pistas de pádel y una zona de arena para vóley playa. Dos pabellones cubiertos con graderío. Tres pistas polideportivas cubiertas. Diez pistas al aire libre, dos de futbito, dos de tenis, cuatro de Pádel, una de baloncesto y una de voleibol.
- Centro deportivo José Manuel Sierra: situado anexo al polideportivo de Moguer. Sus instalaciones tienen más de 5000 m² y cuenta con dos piscinas climatizadas (vaso de enseñanza y vaso de recreo), sala de fitness (360 m²) con maquinaria de última generación, sala de clases colectivas (140 m²), sala de cycling/Spinning (110 m²), spa (80 m²) con duchas hidromasaje, baño turco, sauna, jacuzzi y pediluvio.
- Polideportivo de Mazagón: Situado en la avenida de Santa Clara del casco urbano de Mazagón. Está compuesto por: Un campo de fútbol de césped artificial con graderío. El pabellón cubierto con graderío Francisco Díaz Torres. Seis pistas al aire libre, una de futbito, una de tenis, dos de Pádel y dos de baloncesto.

Son diversos los equipos deportivos que disputan sus competiciones en estas instalaciones, pero entre todos destaca el Club Balonmano Pedro Alonso Niño, por ser el conjunto más laureado, y competir en las categorías superiores del Balonmano nacional. De su cantera han salido jugadores que han militado en los más importantes equipos de la División de Honor y en las diversas categorías de la Selección nacional, entre los que cabe destacar a José Manuel Sierra Méndez. El CD Moguer, fundado en 1922, es el club más antiguo del municipio. Otros equipos como el Club Baloncesto Ciudad de Moguer, el Moguer Rugby Union, Mazagón C.F. y el Club Baloncesto Mazagón también disputan sus competiciones en las instalaciones deportivas de ambos cascos urbanos.

### Fuerzas y Cuerpos de Seguridad

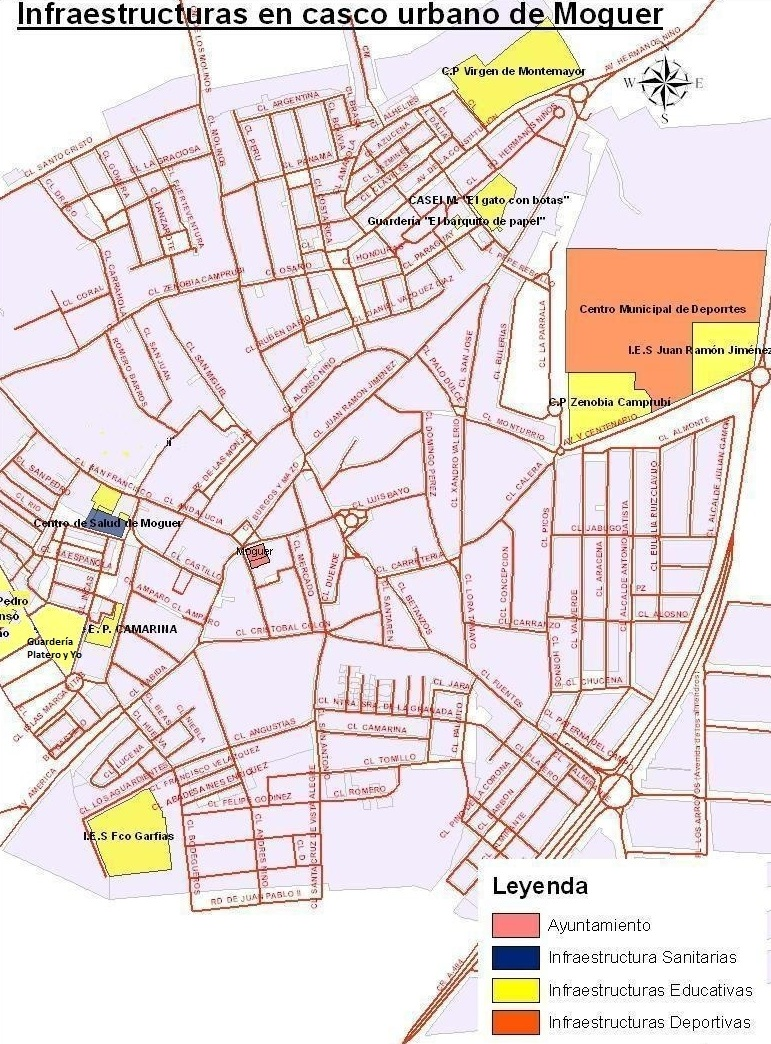
Infraestructuras en Moguer

La ciudad de Moguer cuenta con dotaciones de tres tipos de Fuerzas y Cuerpos de Seguridad:
- Policía Local: La jefatura de la Policía Local se sitúa en la calle Castillo. El cuerpo cuenta con una treintena de miembros, bajo el mando de 1 Subinspector y 5 Oficiales.
- Guardia Civil: El cuartel de la Guardia Civil se sitúa en la avenida de la Constitución. La 4.ª Compañía de Moguer,[66] perteneciente a la Comandancia de la Guardia Civil de Huelva, está al mando de los puestos de Bonares, Lucena del Puerto, Escacena del Campo, Manzanilla, Niebla, Palos de la Frontera, Villalba del Alcor y Villarrasa.
- Protección Civil: Las dependencias de Protección Civil se encuentran en la plaza 12 de Octubre y cuenta con un número importante de voluntarios.

### Justicia
Moguer es cabeza de partido judicial de uno de los 85 Partidos judiciales de Andalucía. El partido judicial de Moguer incluye a los municipios de Moguer, Niebla, Bonares, Lucena del Puerto y Palos de la Frontera; y es el partido judicial número 6 de la provincia de Huelva. Las sedes de las instituciones judiciales se sitúan en la calle San Francisco de Moguer y constan de 2 juzgados de Primera Instancia e Instrucción, el Juzgado Decano, Servicio Común de Notificaciones y Embargos, Registro Civil, IML de Moguer, Fiscalía y 4 juzgados de Paz.

## Cultura

### Patrimonio
Véase también: Bienes de interés cultural de la provincia de Huelva y Patrimonio Histórico Andaluz en la Comarca Metropolitana de Huelva
En el patrimonio del municipio están catalogados, por el Instituto Andaluz de Patrimonio Histórico de la Junta de Andalucía, un total de 64 bienes inmuebles, 20 bienes muebles y 6 bienes inmateriales.

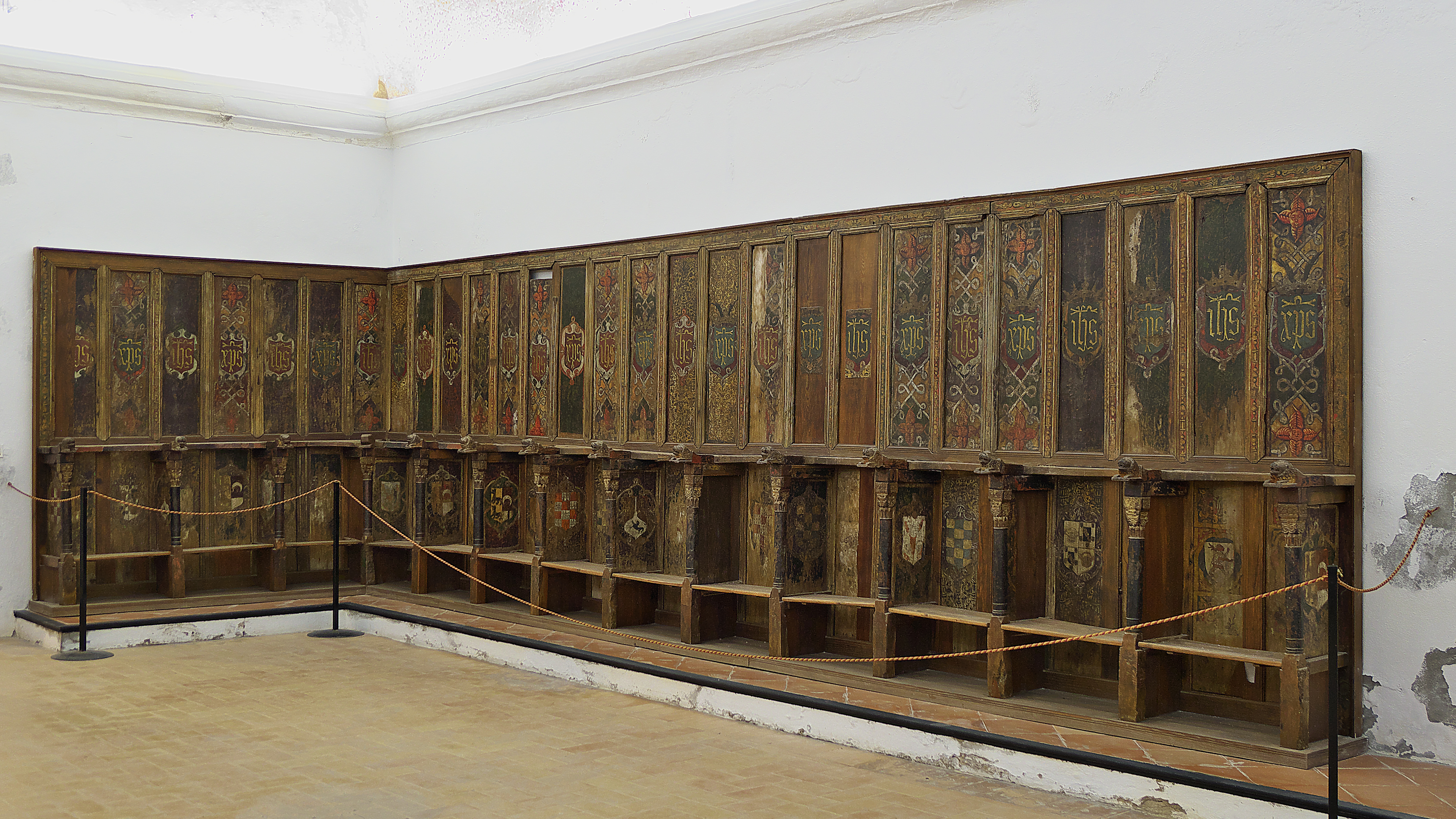
Sillería Nazarí

Entre los bienes muebles tiene protección como Bien de Interés Cultural (B.I.C.), 20 bienes: El retablo mayor, la sillería del Coro, la Virgen del Subterráneo y las pinturas sobre tabla de las puerta del coro, La Estirpe Sagrada, Virgen Franciscana y El descendimiento del monasterio de Santa Clara, el fondo documental del Archivo Histórico Municipal, el fondo bibliográfico de la Biblioteca Iberoamericana, las esculturas de Platero de la gasolinera y la Casa Museo, las imágenes cofrades de Padre Jesús Nazareno, Cristo del Amor y el Ángel de la Oración del Huerto, Cristo yacente y San Juan Evangelista del Santo Entierro, así como las vírgenes de la Esperanza, María Magdalena; y la imagen de San Francisco de Asís del Convento de San Francisco.
Entre los bienes inmuebles, tiene protección como Bien de Interés Cultural (B.I.C.) 14 bienes, la mayoría de ellos agrupados bajo las declaraciones de BIC de los Lugares Colombinos y la de BIC de los lugares vinculados con Juan Ramón Jiménez. Destacan entre ellos:
- Castillo de San Fernando (BIC): Restos arqueológicos del edificio militar levantado en el siglo XV en el límite de los términos de Moguer y Palos de la Frontera. De planta rectangular y cuatro torres, sólo subsisten en la actualidad los arranques de los muros.
- Museo al aire libre Moguer EScultura: Es una exposición permanente y pública, de esculturas y monumentos, repartidas por el casco urbano de Moguer (BIC).
- Fuente de Pinete: Fuente mudéjar del siglo XIII con templete de cuatro lados, dos de ellos abiertos, y abrevadero, situada en el antiguo Camino Real de Sevilla.
- Molino de Nepomuceno (BIC): Molino mareal de rodezno de canal, situado en la ribera del Río Tinto.[70]
- Ermita de Montemayor: El edificio actual proviene de los siglos XV, XVIII y XX, siendo numerosas las reformas de ampliación a las que se ha visto sometida.

#### Lugares Colombinos

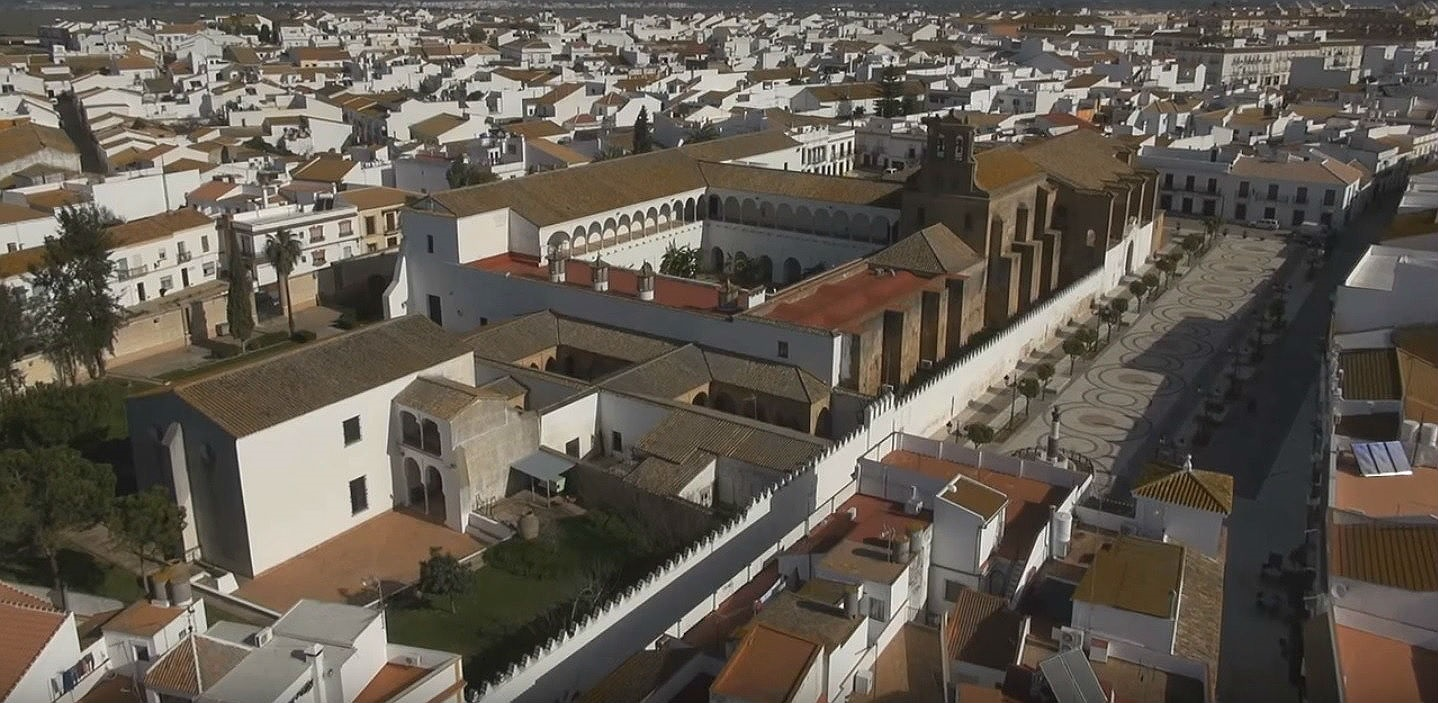
Monasterio de Santa Clara

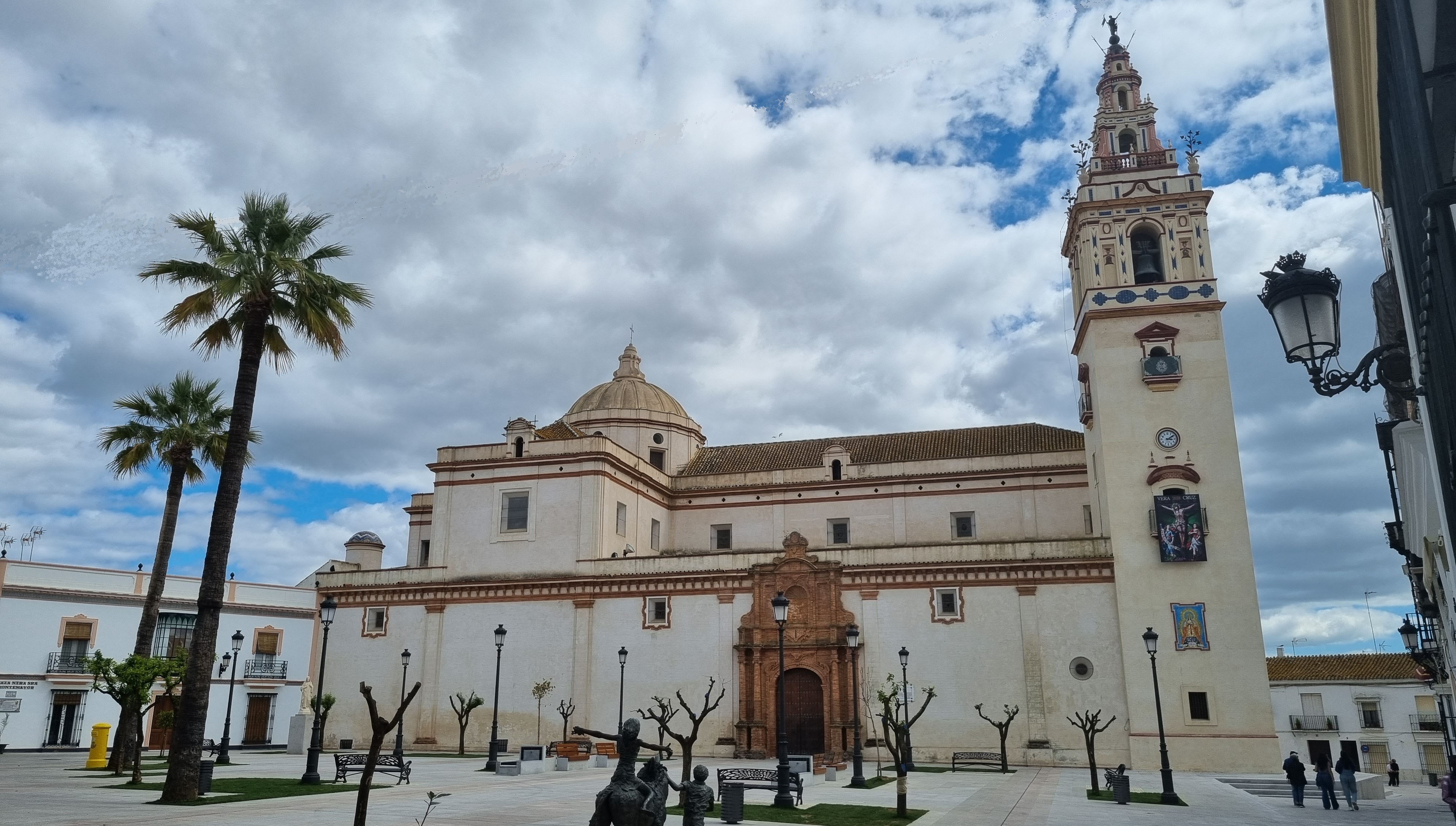
Iglesia Ntra. Sra. de la Granada

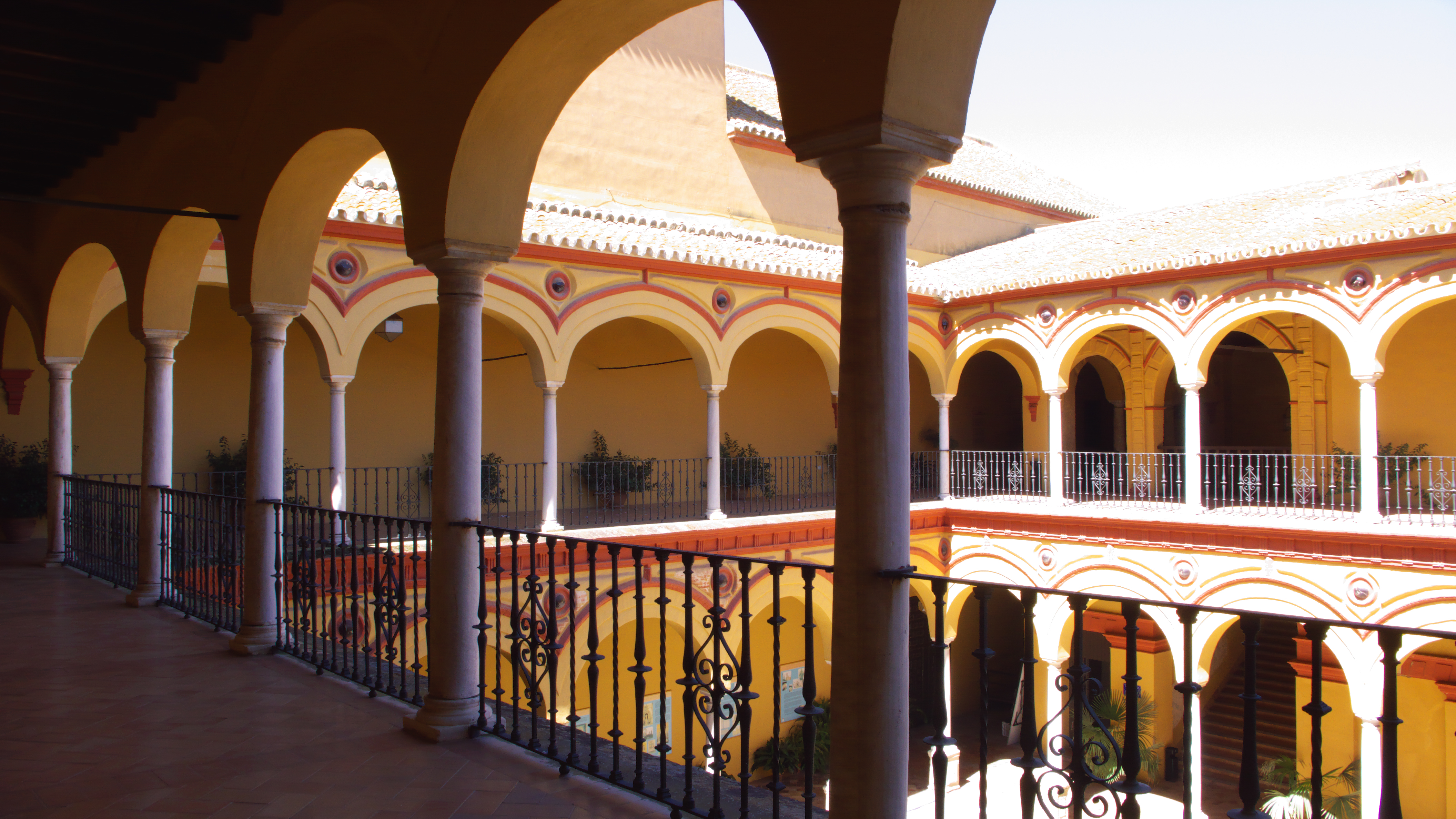
Convento de San Francisco

- Centro histórico del casco urbano de Moguer (B.I.C.): El caserío que conforma el centro histórico del casco urbano de Moguer tiene la declaración de B.I.C. con la tipología de Conjunto Histórico. En dicho caserío se ubica, entre otras muchas casas notables, la Casa de la Familia Hernández-Pinzón.
- Castillo: Edificación almohade reformada y ampliada en el siglo XIV, cuyos orígenes se remontan a una torre de defensa de la villa romana de principios de nuestra era. En su interior se conserva un interesante aljibe de dos naves de época almohade.
- Puerto de Moguer: Antiguo puerto fluvial que contaba con muelle de carga, alota, varadero y astilleros. En ellos se construyó entre 1487 y 1490 la carabela La Niña, se preparó La Niña y su marinería para el primer viaje colombino, y a él regresó, a la vuelta del mismo, para realizar el Voto Colombino.
- Monasterio de Santa Clara: Fue fundado en 1337 por Alonso Jofre Tenorio. El conjunto de edificaciones que forman el monasterio está catalogado como Monumento Nacional desde 1931. Es el monumento colombino más destacado de Moguer, y junto a él se sitúa el Monumento a Colón.
- Capilla del Hospital del Corpus Christi: Este edificio fue levantado en el siglo XIV, formando parte del primer cenobio masculino que se levantó en Moguer. Es de estilo Gótico-Mudéjar.
- Convento de San Francisco: El convento de San Francisco se comenzó a edificar a fines del siglo XV, si bien no se terminó de edificar la iglesia hasta los años setenta del siglo XVI y el claustro hasta el siglo XVII. Es la sede del Archivo Histórico Municipal y Biblioteca Iberoamericana.
- Iglesia de Nuestra Señora de la Granada: La iglesia de Nuestra Señora de la Granada es un templo levantado en el siglo XVIII sobre las ruinas de la antigua parroquia mudéjar del siglo XIV.
- Casa consistorial: El edificio del concejo moguereño es una edificación civil de la segunda mitad del siglo XVIII.

#### Lugares vinculados con Juan Ramón Jiménez

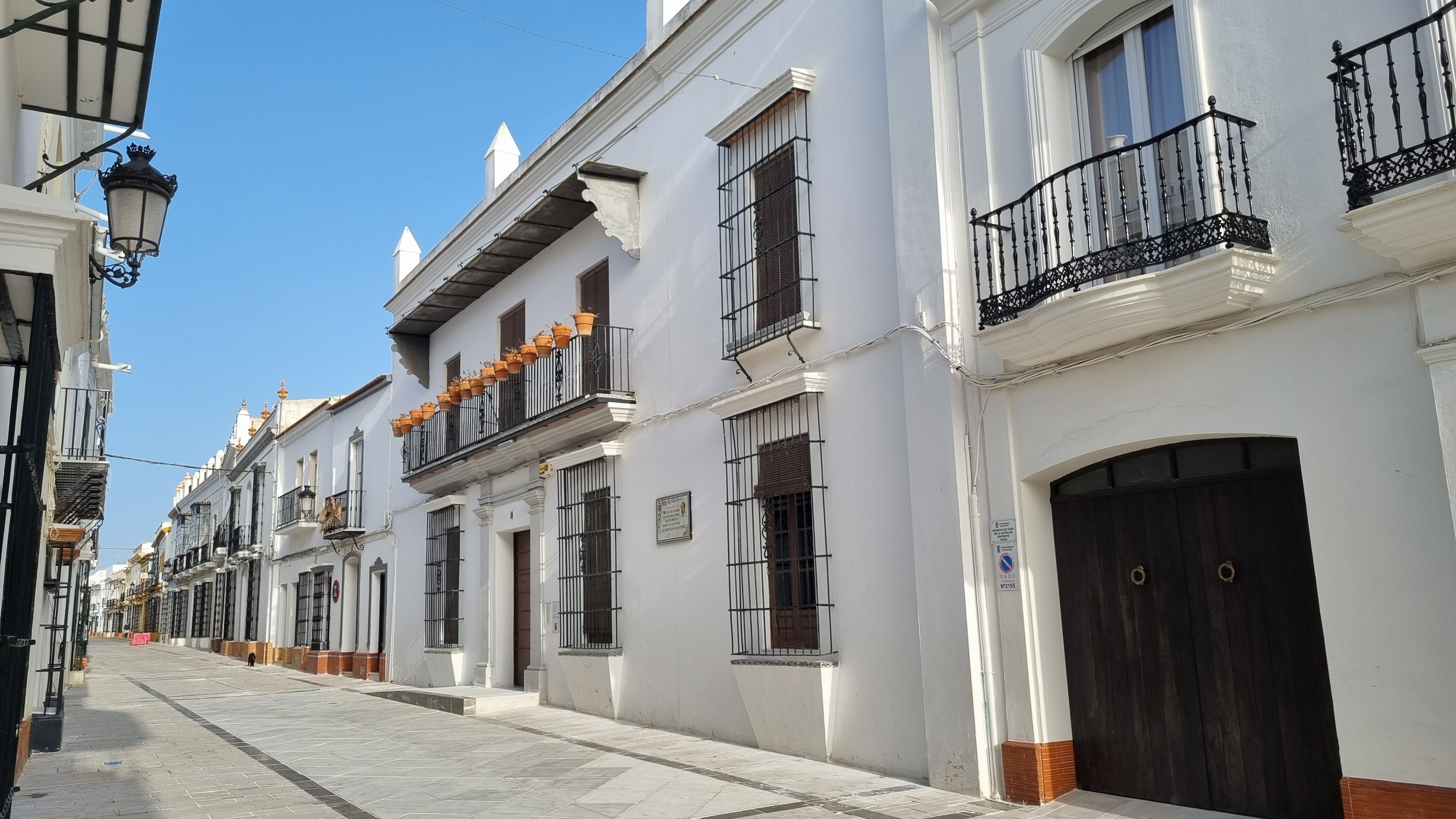
Casa-Museo Zenobia-J.R.J.

- Casa Museo Zenobia y Juan Ramón: Casa del siglo XVIII, convertida en museo en el que se expone enseres, libros y objetos personales del Premio Nobel Juan Ramón Jiménez.
- Casa Natal Juan Ramón Jiménez: Casa del siglo XIX. Lugar de nacimiento de Juan Ramón Jiménez.
- Fuentepiña: Residencia de descanso del poeta desde la que se divisa una bella panorámica de Moguer.
- Casa de la calle Aceña de Juan Ramón Jiménez: Residencia del poeta entre 1905 y 1912, a su regreso de Madrid.
- Ermita de San Sebastián: Fue edificada entre los siglos XVI al XVIII. Es de estilo Barroco y es conocida popularmente como ermita de Jesús. Tiene protección B.I.C. como conjunto anexo al cementerio donde se sitúan el panteón de Juan Ramón y Zenobia.

### Artesanía
Moguer es heredero de una rica tradición artesana: tonelería, encajes de bolillos, bordados, guarnicionería, confección de trajes típicos andaluces o de flamenco, entre otras.

### Gastronomía

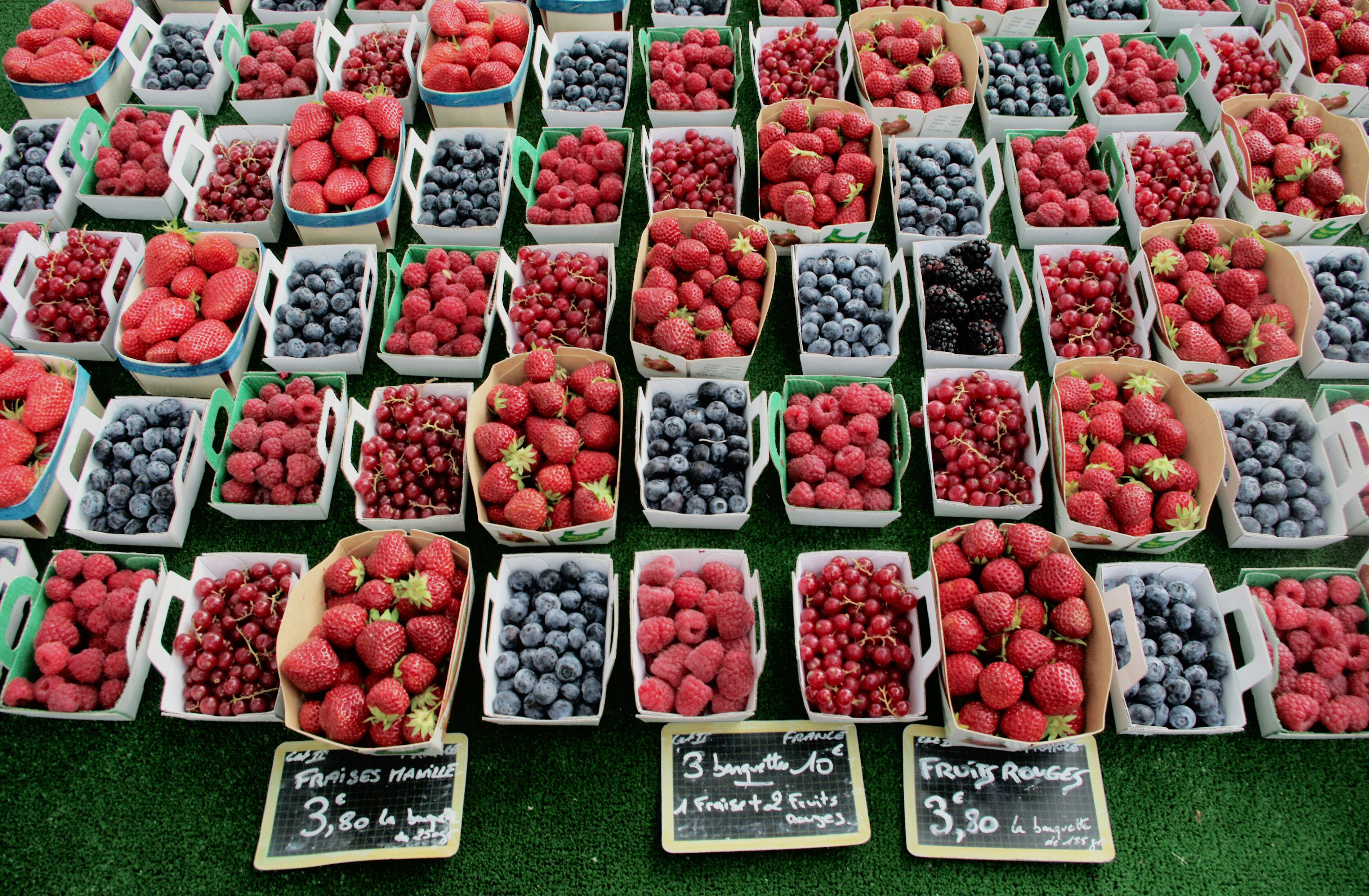
Fresas y otras berries

En su gastronomía destacan las Habas enzapatás, la puchera de habas, los caracoles, y el gazpacho con la peculiaridad de que se cocinan con culantro, y los productos de la costa como los Chocos con habas, raya en pimentón, cazón en adobo, las gambas blancas, coquinas y almejas, las acedías, lenguados y corvinas. Sus vinos afrutados y blancos, el vino de naranja y el vino de vermut de las Bodegas del Diezmo Nuevo o Sáenz, producidos bajo la Denominación de Origen Protegida Condado de Huelva.
Cabe reseñar entre sus productos típicos, los pasteles de La Victoria y el fresón y otras berries, productos del que Moguer es el mayor productor nacional y europeo.

### Fiestas y tradiciones

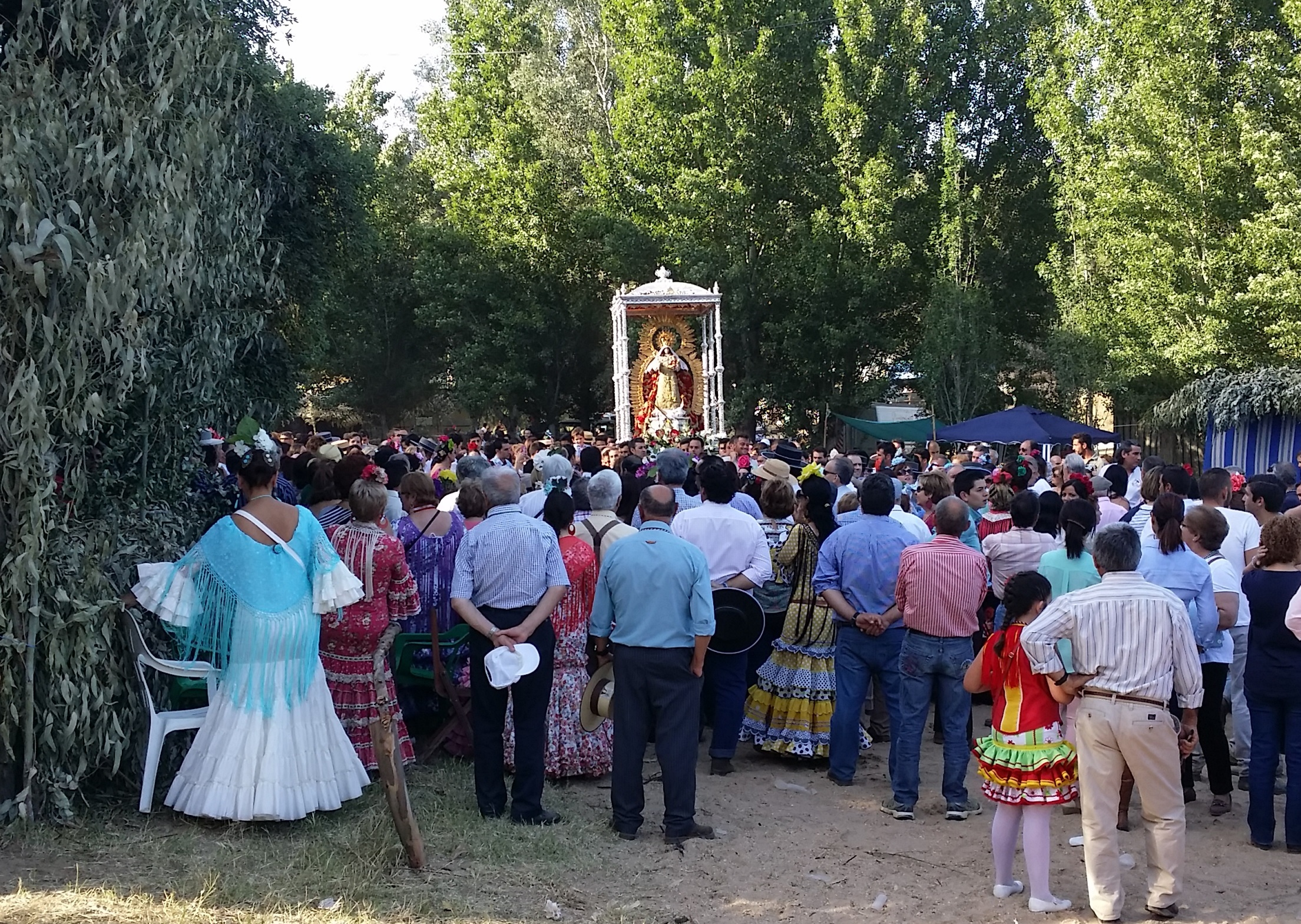
Romería de Montemayor

En el ámbito de la cultura y las tradiciones, destacan las siguientes fiestas y celebraciones que se suceden a lo largo del año en la ciudad.
La Velada en honor de Nuestra Señora de Montemayor, conocida en Moguer como Los Días de la Virgen, se viene celebrando ininterrumpidamente desde la Baja Edad Media para rendir culto a la Patrona en torno al 8 de septiembre. A finales de agosto, se inicia la solemne novena en su honor en la Parroquia de la Granada, para culminar con la Función Principal de Instituto y la procesión de la Señora, el día de la natividad de María Santísima, por las calles de la ciudad. Mientras, durante unos cinco días, la fiesta se vive de forma más lúdica en el recinto ferial de la localidad, que cuenta con más de 250 casetas.
La Romería de la Virgen de Montemayor tiene lugar cada segundo fin de semana de mayo en los pinares que rodean la ermita de la Patrona. En estos días, miles de peregrinos se desplazan hasta el recinto para venerar a la Reina de los Pinares. En la actualidad existen ocho hermandades filiales repartidas por las provincias de Huelva, Sevilla y Madrid dedicadas a la patrona de Moguer que también participan en esta celebración.

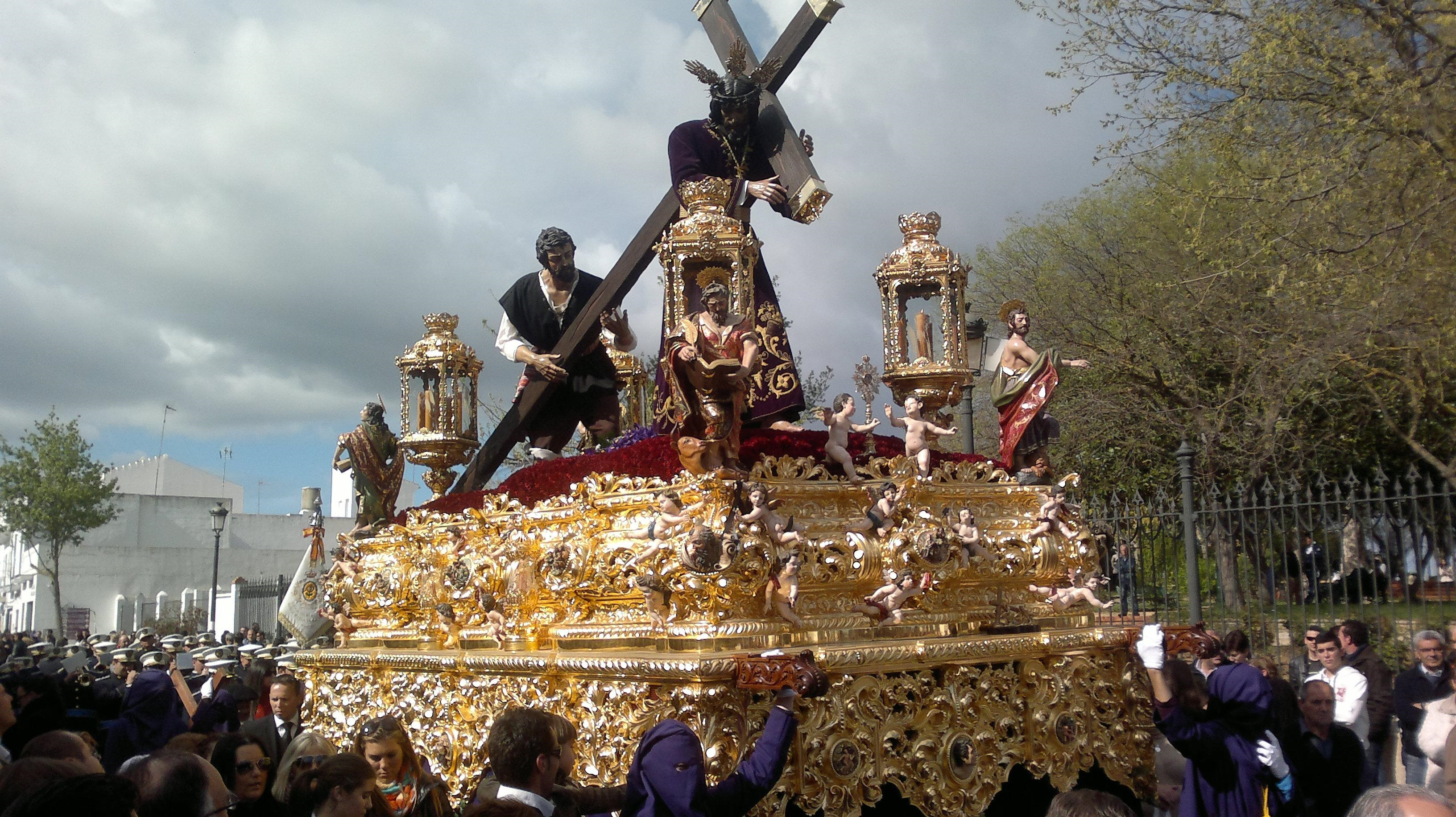
Procesión cofradía moguereña

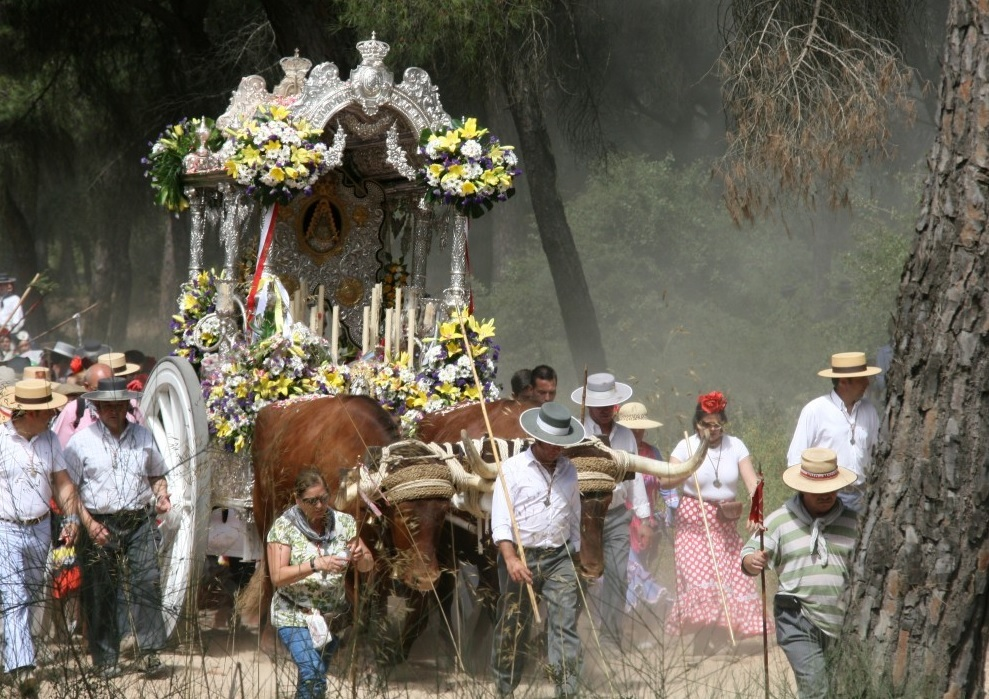
Hdad. del Rocío

La Semana Santa tiene en Moguer una especial relevancia, como queda patente en las distintas hermandades que procesionan desde el Domingo de Ramos hasta el Sábado Santo. Actualmente realizan estación de penitencia ocho cofradías: El Domingo de Ramos procesiona la Hdad. de la Borriquita, el Lunes Santo la Hdad. del Cristo de los Remedios, el Martes Santo la Hdad. del Cristo de la Sangre, el Miércoles la Hdad. del Cristo de la Victoria, el Jueves Santo la Hdad. de la Oración en el Huerto, el Viernes Santo en la Madrugrada la Hdad. de Padre Jesús y por la tarde la Hdad. de la Veracruz, y el Sábado Santo la Hdad. del Santo Entierro.
La Romería del Rocío que se celebra en la aldea de el Rocío durante el fin de semana de Pentecostés, tiene un hondo calado en esta localidad ya que la Hermandad filial de Nª Sª del Rocío de Moguer data de finales del siglo XVII, ocupando el cuarto lugar por antigüedad entre el centenar de hermandades filiales. Juan Ramón Jiménez en su obra cumbre, Platero y yo, escribió un capítulo completo dedicado a esta celebración:

Platero - le dije - vamos a esperar las Carretas. Traen el rumor del lejano bosque de Doñana, el misterio del pinar de las Animas, la frescura de las Madres y de los dos Fresnos, el olor de la Rocina...

Pasaron, primero en burros, mulas y caballos ataviados a la moruna y la crín trenzada, las alegres parejas...

Detrás las carretas, como lechos, colgadas en blanco...

Y el mayordomo -¡Viva la Virgen del Rocíoooooo!

¡Vivaaaaa!, - calvo, seco, rojo, el sombrero ancho a la espalda y la vara de oro descansando en el estribo...

Platero, entonces, dobló sus manos y como una mujer, se arrodilló - ¡una habilidad suya! -, blando, humilde y consentido.
El Rocío; c. XLVII de Platero y yo, de Juan Ramón Jiménez.

El Corpus Christi. Para esta ocasión todo el recorrido de la procesión se viste de juncias y romeros, y se llena de altares para recibir al Santísimo sobre un paso de plata.

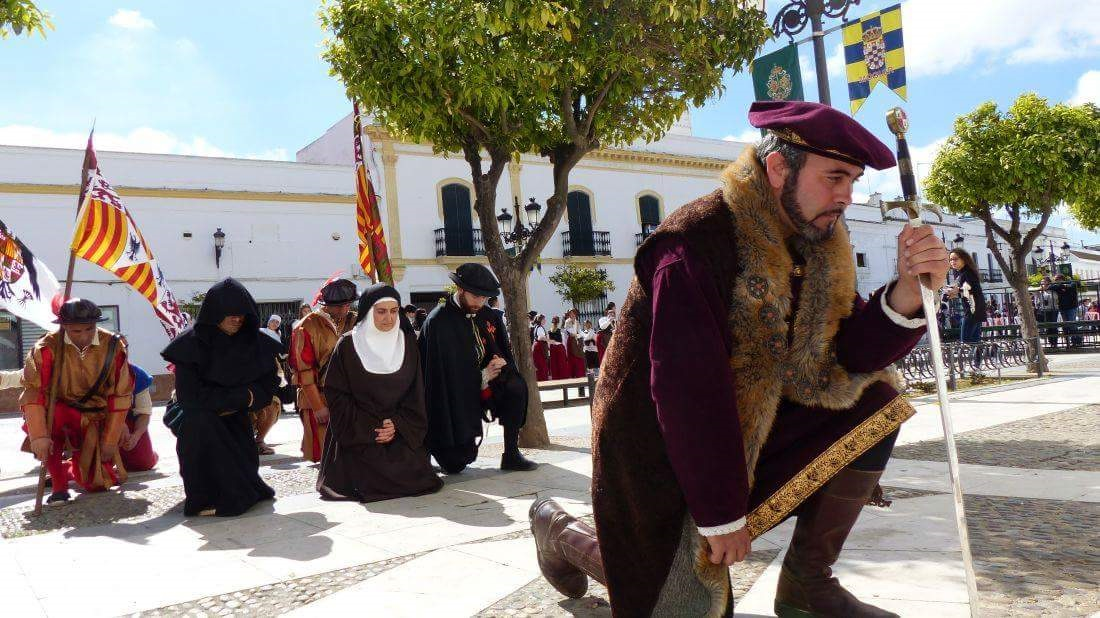
Rememoración Voto colombino

Otras actividades culturales: Existen, a lo largo del año, otras actividades culturales relacionadas con el Descubrimiento de América y Juan Ramón Jiménez. Dentro de los actos del descubrimientos cabe destacar la celebración, el 16 de marzo del voto colombino; la salida de la expedición descubridora, cada 3 de agosto; y la rememoración anual del descubrimiento de las nuevas tierras, cada 12 de octubre. Son conmemoraciones Juanramonianas, los actos culturales de la imposición del Perejil de plata, por la difusión y conocimiento de la obra del Nobel moguereño; y la concesión del Premio Hispanoamericano de poesía Juan Ramón Jiménez que concede anualmente la Fundación Zenobia-Juan Ramón Jiménez y la Feria de Época 1900 que se celebra, desde el año 2016, el último fin de semana de febrero.
También cabe destacar la celebración anual del Festival de Cante Flamenco de Moguer, organizado por la Peña de Cante Jondo de Moguer el segundo fin de semana del mes de julio.

## Símbolos
Tal y como aprobó la corporación municipal en pleno el 24 de julio de 1996, y posteriormente fue refrendado por la Junta de Andalucía el 15 de octubre de 1996, el escudo y bandera de la ciudad reciben la siguiente descripción heráldica:
- Escudo: Quince puntos de ajedrez de oro y azur, bordura componada de Castilla y León. Al timbre corona real cerrada. Tiene su origen en el Escudo de la Casa de Portocarrero, concedido a Francisco Portocarrero (XVI señor de Moguer) como escudo del concejo en 1642 por Felipe IV.
- Bandera: Rectangular en la proporción de 11 x 18, jaquelada de quince jaqueles, ocho amarillos y siete azules, dispuestos tres en el ancho por cinco en el largo. Centrado y sobrepuesto el escudo de armas local.
- Himno: Fue musicado por Iván Macías a partir de la letra del poeta local Francisco Garfias López en el año 2006. El 26 de abril de 2007, el pleno municipal aprobó su adopción como Himno de la ciudad.[74]

## Ciudades hermanadas
Moguer está hermanado con las siguientes ciudades:
- Jerez de los Caballeros, España. Ciudad natal de Vasco Núñez de Balboa, escudero de Pedro Portocarrero (VIII Señor de Moguer).[75]
- Malgrat de Mar, España. Ciudad natal de la esposa de Juan Ramón, la escritora Zenobia Camprubí Aymar.[76]
- San Antonio (Texas), Estados Unidos. Ciudad fundada por el moguereño Fray Antonio de Olivares.[77]
- Telde, España. Ciudad fundada, en 1483, por el moguereño Cristóbal García del Castillo.[78]